# 19. Februar
Der 19. Februar ist der 50. Tag des gregorianischen Kalenders, somit bleiben 315 (in Schaltjahren 316) Tage bis zum Jahresende.

## Ereignisse

### Politik und Weltgeschehen

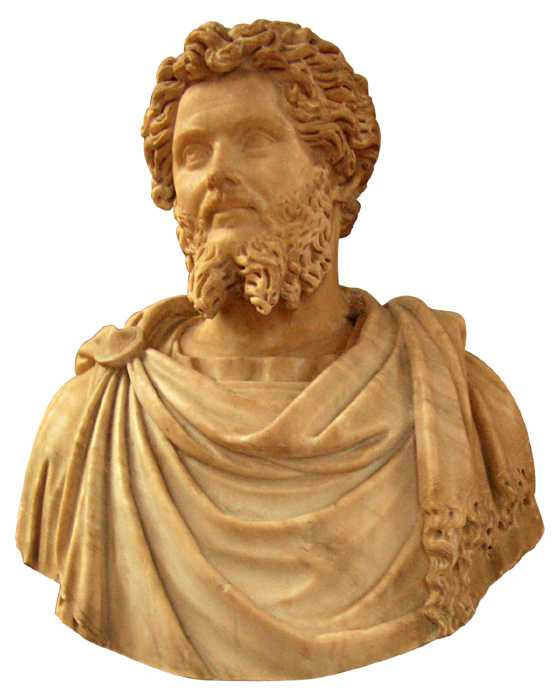
197: Septimius Severus

- 0197: Mit seinem Sieg über den Gegenkaiser Clodius Albinus, der in der Schlacht bei Lugdunum fällt, ist Septimius Severus endgültig Alleinherrscher des Römischen Reiches. Er begründet die Dynastie der Severer.
- 1416: Amadeus VIII. von Savoyen wird von Kaiser Sigismund zum Herzog erhoben.
- 1476: Karl der Kühne beginnt während der Burgunderkriege mit der Belagerung des Schlosses Grandson am Neuenburgersee.

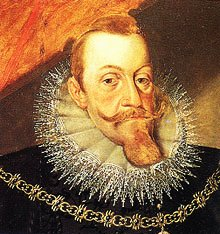
1594: Sigismund III. Wasa

- 1594: Der polnisch-litauische König Sigismund III. Wasa wird in Uppsala zum König von Schweden gekrönt, nachdem er garantiert hat, dass die Schweden weiterhin ihrer protestantischen Konfession anhängen dürfen.
- 1674: Mit dem Zweiten Frieden von Westminster endet der Dritte Englisch-Niederländische Seekrieg. Die bereits im Frieden von Breda abgetretene niederländische Kolonie Nieuw Nederland fällt endgültig an England.
- 1797: Napoleon Bonaparte erzwingt mit seinen Truppen den Frieden von Tolentino mit Papst Pius VI., was für den Kirchenstaat Gebietsabtretungen an Frankreich bedeutet.

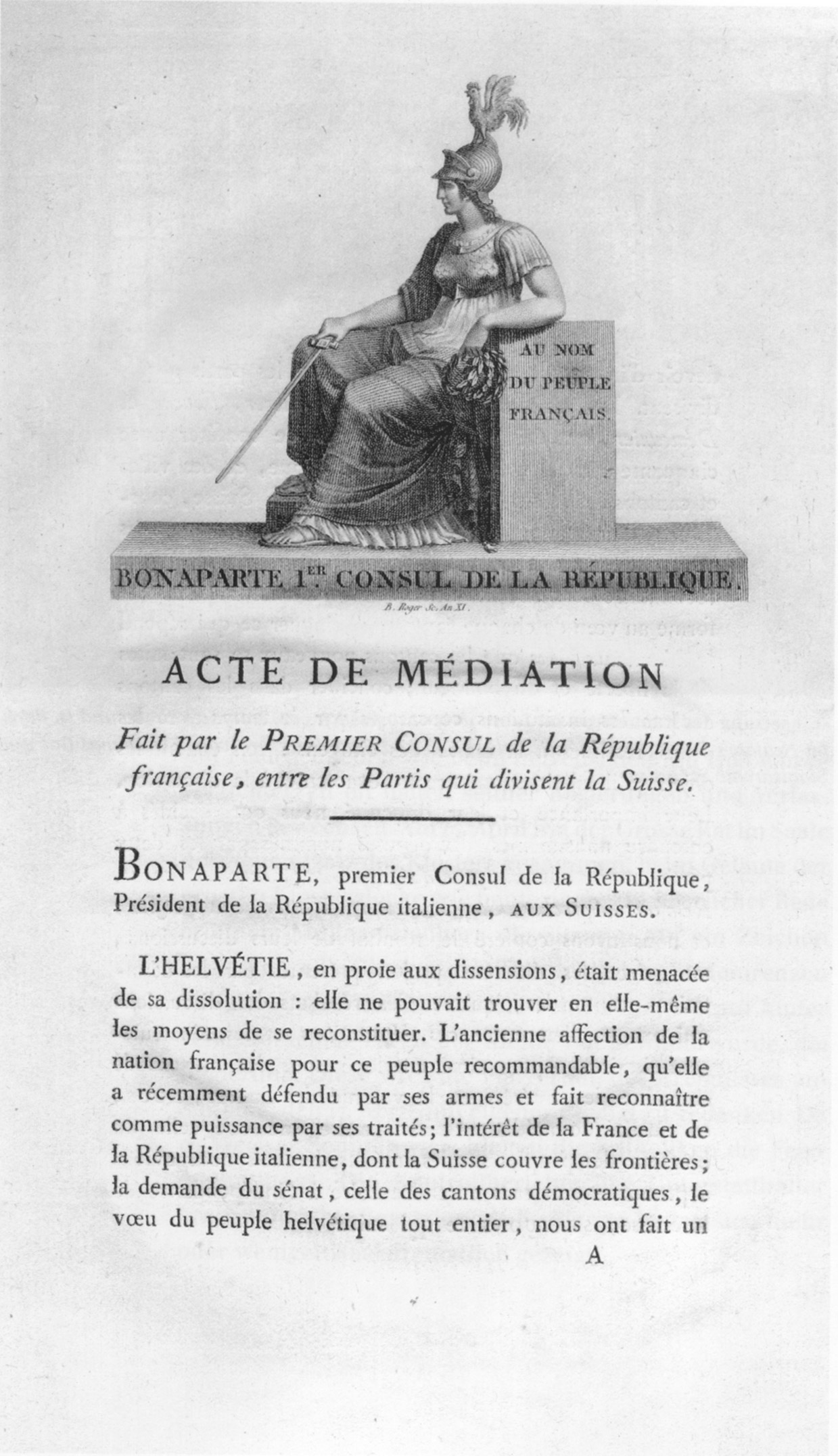
1803: Titelblatt der Mediationsakte

- 1803: Napoleon unterzeichnet die Mediationsakte – eine neue Schweizer Verfassung und Gebietsaufteilung nach dem Scheitern der Helvetischen Republik.
- 1803: US-Präsident Thomas Jefferson erkennt den nach der Abspaltung des Indiana-Territoriums übriggebliebenen Ostteil des Nordwestterritoriums unter dem Namen Ohio als 17. Bundesstaat der Vereinigten Staaten an, ohne dass eine formale Aufnahme durch den Kongress erfolgt. Dieser Formalakt wird 1953 nachgeholt und Ohio offiziell rückwirkend zum 1. März 1803 in die Union aufgenommen.
- 1807: Auf der Seite Napoleon Bonapartes stehenden polnischen Aufständischen gelingt im Vierten Koalitionskrieg die kurzzeitige Eroberung von Stolp in der preußischen Provinz Pommern.
- 1819: Der vom Kurs abgekommene britische Seefahrer William Smith entdeckt die in der Westantarktis gelegene Livingston-Insel. Da dies in seiner Heimat angezweifelt wird, kehrt er im Oktober in die Region zurück und wird vollends Entdecker der subarktischen Südlichen Shetlandinseln.
- 1845: Die Republik Texas wird mit Zustimmung ihrer Bevölkerung von den USA annektiert. Der US-Kongress billigt diesen Akt nachträglich am 1. März.

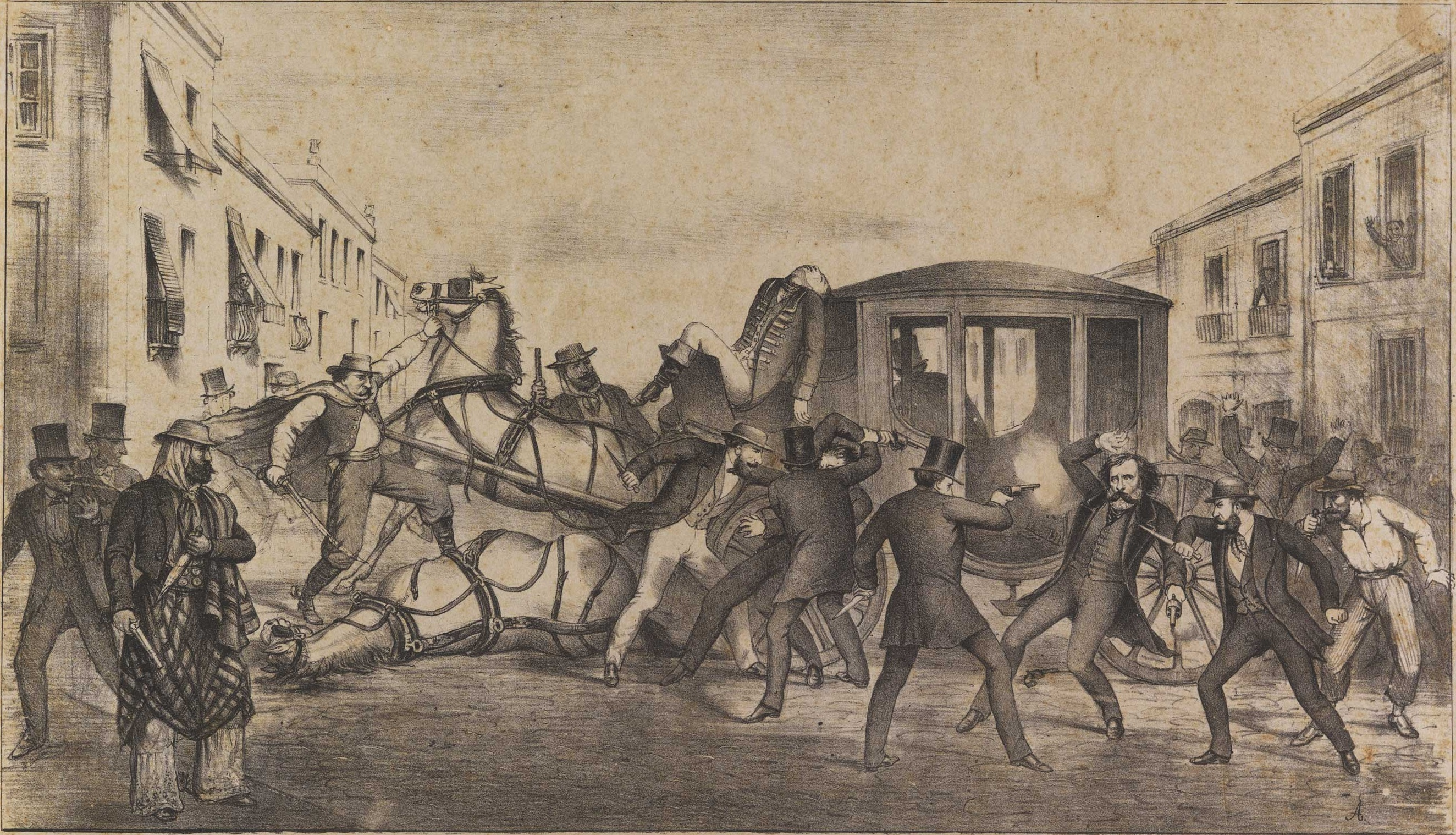
1868: Die Ermordung von Venancio Flores, zeitgenössische Darstellung

- 1868: Der vormalige uruguayische Präsident Venancio Flores wird vier Tage nach dem Ende seiner Amtszeit bei einem Attentat getötet, während sich das Land im Tripel-Allianz-Krieg befindet. Ein damit einhergehender Aufstand misslingt jedoch und die Anführer werden noch am selben Tag standrechtlich erschossen.

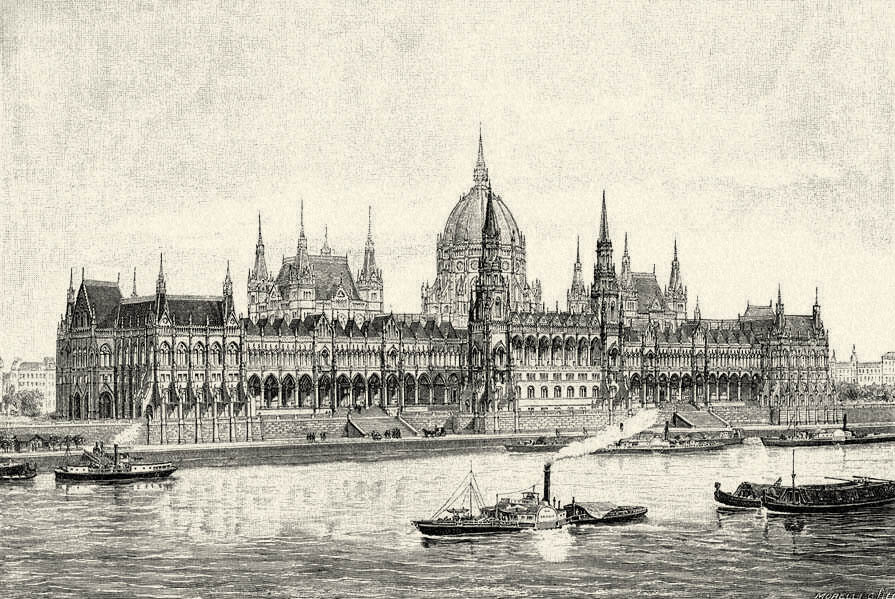
1906: Budapester Parlamentsgebäude

- 1906: Die Ungarische Krise spitzt sich zu. Um die Opposition im Reichstag in die Schranken zu weisen, wird auf Veranlassung von König Franz Joseph I. und dem am Parlament vorbei berufenen Ministerpräsidenten Géza Fejérváry das Budapester Parlamentsgebäude von der Honvéd besetzt.
- 1915: Alliierte Flottenverbände beginnen im Ersten Weltkrieg mit der Beschießung osmanischer Befestigungsanlagen auf der Halbinsel Gallipoli entlang der Dardanellen.
- 1919: Marie Juchacz hält vor der Weimarer Nationalversammlung als erste Frau in einem deutschen Parlament eine Rede.
- 1919: In München scheitert der von Matrosen initiierte Lotter-Putsch gegen den bayerischen Ministerpräsidenten Kurt Eisner.
- 1937: Auf Rodolfo Graziani, von Benito Mussolini nach dem Abessinienkrieg in Äthiopien als Vizekönig eingesetzt, wird ein Attentat verübt, bei dem sieben Menschen ums Leben kommen. Bei Vergeltungsaktionen der Italiener werden in der Folge mehrere tausend Menschen ermordet.

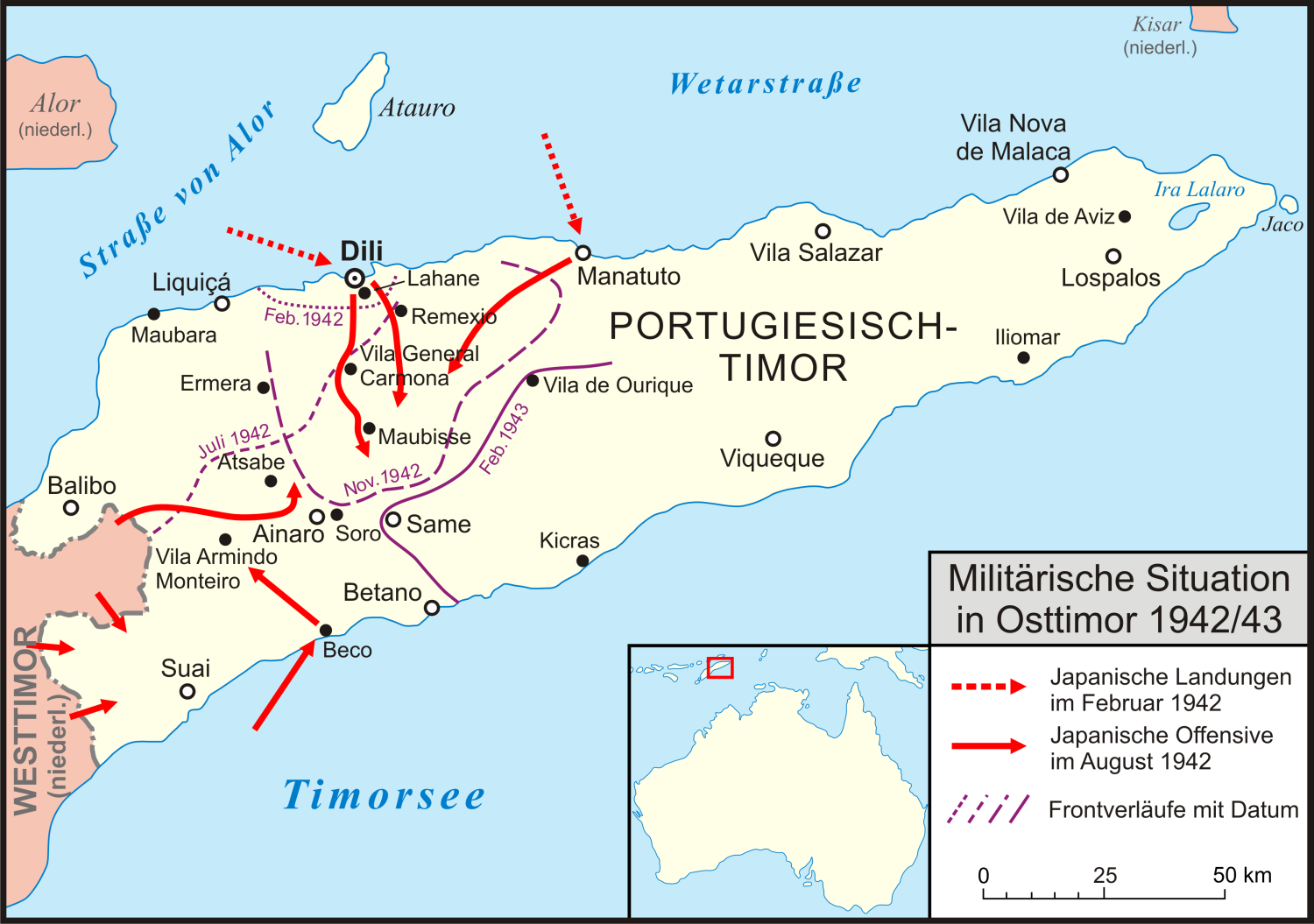
1942: Japanische Landungen auf Portugiesisch-Timor

- 1942: Die japanische Armee landet bei Dili und Kupang auf Timor. Damit beginnt die Schlacht um Timor im Pazifikkrieg, die bis zum 10. Februar 1943 dauern wird.
- 1942: Japan bombardiert im Pazifikkrieg Darwin, die Hauptstadt des Northern Territory. Es ist der erste und zugleich schwerste Angriff auf australisches Gebiet seit der Staatsgründung.
- 1942: US-Präsident Franklin D. Roosevelt unterzeichnet Executive Order 9066, wonach Amerikaner japanischer Abstammung in Internierungslager gebracht werden können.

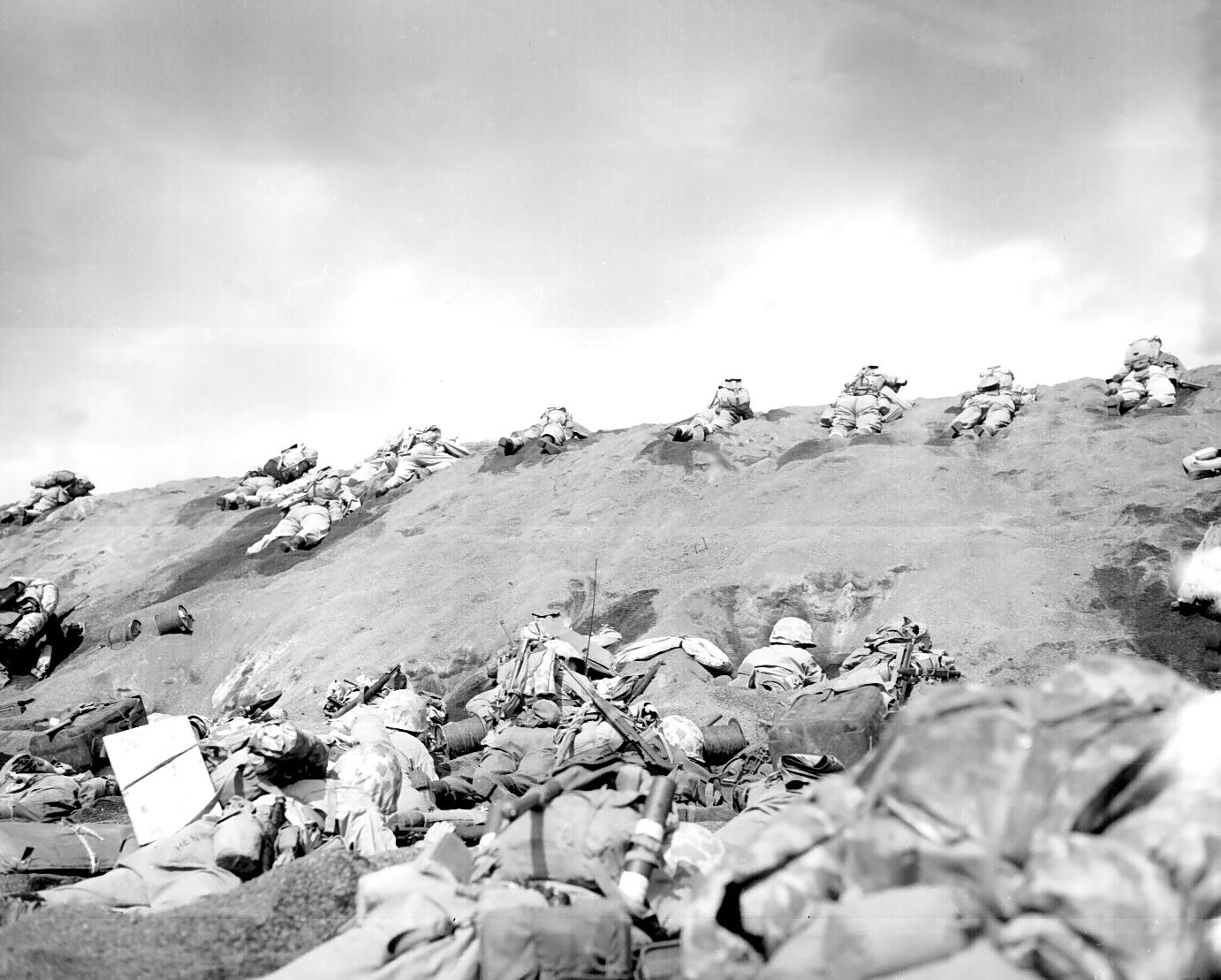
1945: Landung der Marines auf Iwojima

- 1945: Mit der Landung von US-Truppen auf der Vulkaninsel Iwojima beginnt die Schlacht um Iwojima, eine der blutigsten des Pazifikkrieges, die bis zum 26. März dauern wird.
- 1976: Island bricht im Zuge des dritten Kabeljaukrieges die diplomatischen Beziehungen zu Großbritannien ab.
- 2007: Das Verbot der Todesstrafe wird in die Verfassung der Fünften Französischen Republik aufgenommen. Die im Kongress versammelten Abgeordneten von Nationalversammlung und Senat beschließen die Änderung mit 828 zu 26 Stimmen.
- 2020: In der hessischen Stadt Hanau werden bei einem rechtsextremen Anschlag neun Menschen ermordet.

### Wirtschaft

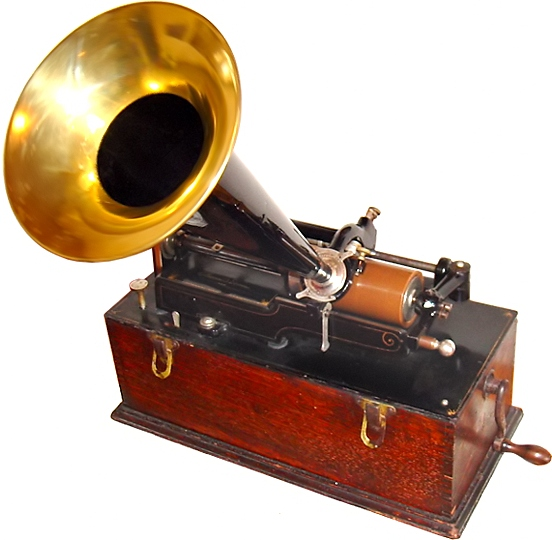
1878: Edison Home Phonograph (von 1900)

- 1878: Thomas Alva Edison lässt den Phonographen patentieren.

### Wissenschaft und Technik

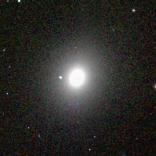
1771: Galaxie Messier 49

- 1771: Charles Messier findet bei Himmelsbeobachtungen im Virgo-Galaxienhaufen die erste Galaxie, Messier 49. Sie ist eine elliptische Galaxie in etwa 60 Millionen Lichtjahren Entfernung.
- 1855: Der französische Naturwissenschaftler Urbain Le Verrier stellt der Pariser Akademie der Wissenschaften die Wettervorhersage für 10 Uhr vormittags in Frankreich auf der ersten Wetterkarte vor. Seine Prognose auf der Basis telegrafisch eingeholter Wetterinformationen überzeugt und bewirkt den Aufbau des meteorologischen Dienstes unter Kaiser Napoleon III.
- 1958: In Marburg führt Rudolf Zenker die erste Operation am offenen Herzen mit Hilfe einer Herz-Lungen-Maschine in Deutschland durch.
- 1982: Das zweistrahlige Verkehrsflugzeug Boeing 757 absolviert seinen Erstflug.

1986: Das Basismodul

- 1986: Von Kosmodrom Baikonur aus erfolgt der Start des Kernmoduls der Raumstation Mir.
- 1992: Im Sternbild Schwan leuchtet die Nova V1974 Cygni auf.

### Kultur
- 1656: Die Uraufführung des musikalischen Dramas Orontea von Antonio Cesti findet in Innsbruck statt.
- 1659: An der Hofburg in Wien erfolgt die Uraufführung des Dramas Il re Gilidoro favola von Antonio Bertali.
- 1825: König Ottokars Glück und Ende, ein Trauerspiel in fünf Aufzügen von Franz Grillparzer, wird nach zwei Jahren Verzögerung durch die metternichsche Zensur am Wiener Burgtheater uraufgeführt.

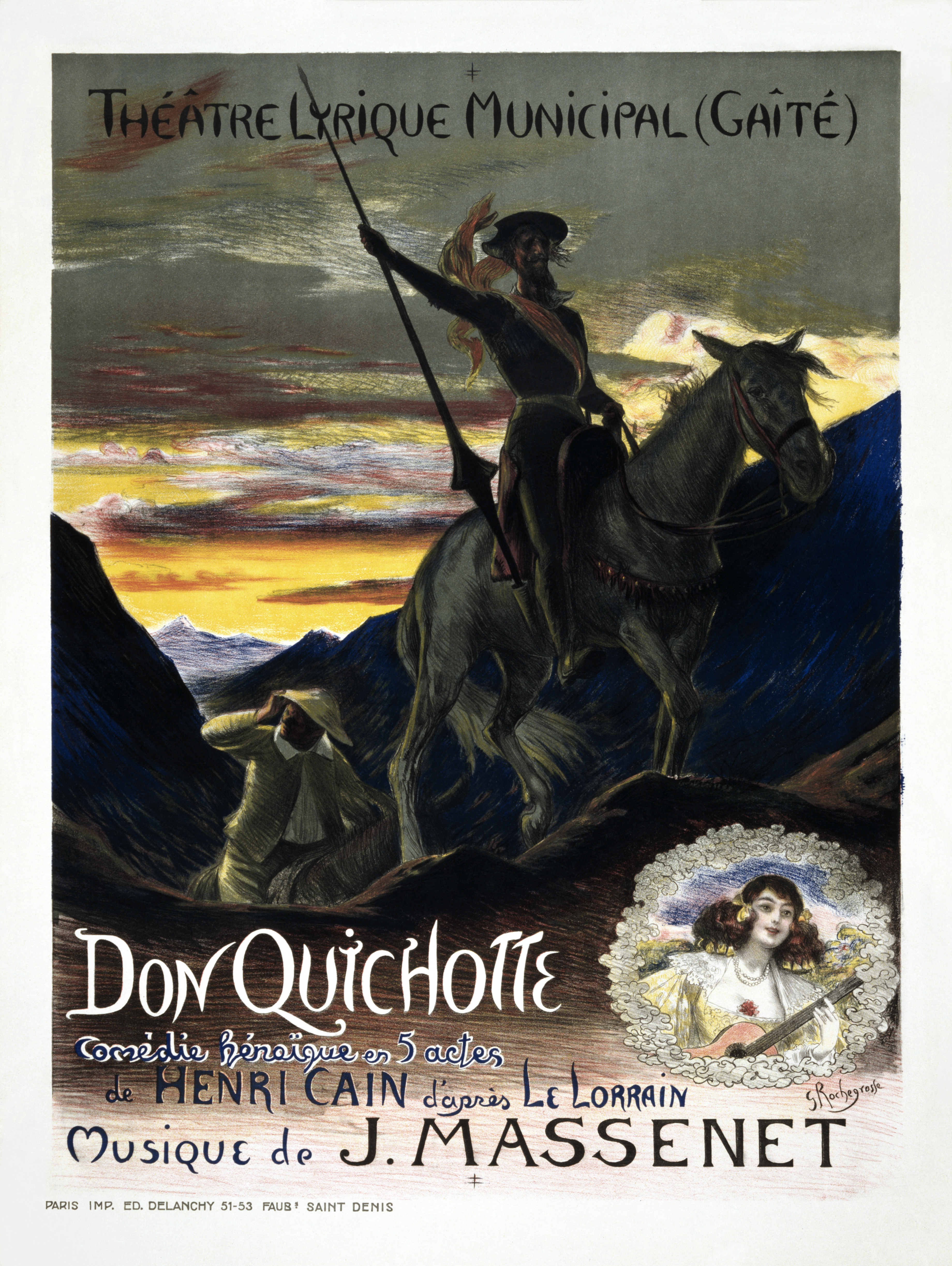
1910: Massenet: Plakat zu Don Quichotte

- 1910: Eine der letzten Opern von Jules Massenet, Don Quichotte mit dem Libretto von Henri Cain nach dem Roman Don Quijote von Miguel de Cervantes, wird mit Fjodor Iwanowitsch Schaljapin in der Titelrolle in Monte Carlo uraufgeführt. Die Oper hat von Beginn an großen Erfolg und wird bald in ganz Europa aufgeführt.
- 1925: Die Oper Gli amanti sposi (Das Liebesband der Marchesa) von Ermanno Wolf-Ferrari wird am Teatro La Fenice in Venedig uraufgeführt.
- 1931: In Berlin wird der unter der Regie von Georg Wilhelm Pabst entstandene Film Die Dreigroschenoper nach einem Vergleich uraufgeführt. Bertolt Brecht und Kurt Weill waren gegen die Art der Verfilmung zivilrechtlich im Dreigroschenprozess vorgegangen.
- 1946: Die erste Ausgabe der ostdeutschen DEFA-Wochenschau Der Augenzeuge kommt in die Kinos.
- 1992: Am Schubert Theatre in New York City erfolgt die Uraufführung des Musicals Crazy for You, einer bearbeiteten Version von George Gershwins Musical Girl Crazy.

### Religion
- 0607: Bonifatius III. wird zum Papst gewählt.

### Katastrophen

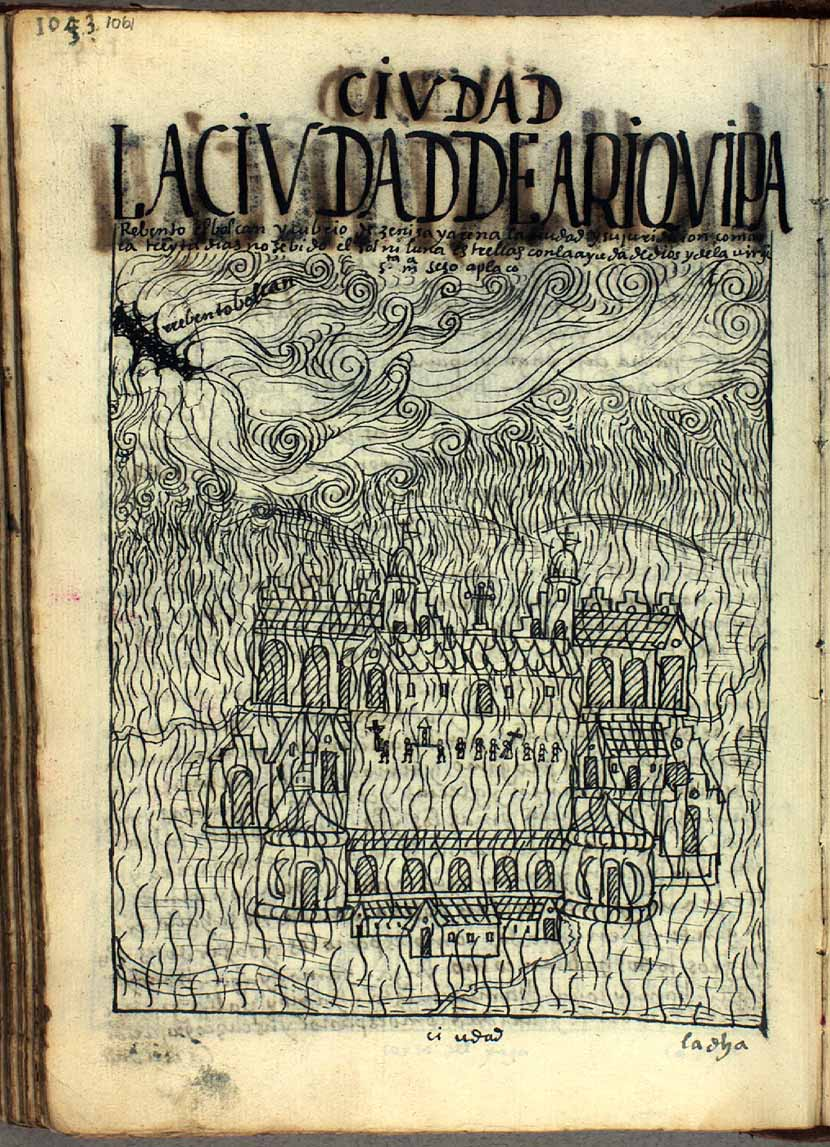
1600: Die peruanische Stadt Arequipa unter Ascheregen

- 1600: Der Vulkan Huaynaputina in Peru bricht aus. Es ist der verheerendste Vulkanausbruch in historischer Zeit in Südamerika. Der Chronist Waman Puma de Ayala hält die Katastrophe fest.
- 1860: Der Passagierdampfer Hungarian der kanadisch-britischen Allan Line wird vor Sable Island an der Küste von Nova Scotia in einem Schneesturm gegen die Klippen geworfen und sitzt auf Grund. Aufgrund des Sturms können keine Retter zu dem Schiff vordringen. Alle 205 Passagiere und Besatzungsmitglieder sterben.
- 1985: Beim Landeanflug auf Bilbao endet der Iberia-Flug 610 in einem Flugunfall. Das Flugzeug verliert nach Kollision mit einer Antennenanlage auf dem Berg Oiz die linke Tragfläche. Der folgende Absturz kostet alle 148 Insassen das Leben.

Kleinere Unglücksfälle sind in den Unterartikeln von Katastrophe und in der Liste von Katastrophen aufgeführt.

### Sport
- 1928: Am letzten Tag des olympischen Eishockeyturniers in St. Moritz in der Schweiz, das gleichzeitig als 3. Eishockey-Weltmeisterschaft und 13. Eishockey-Europameisterschaft gilt, deklassiert Kanada die Schweiz mit 13:0 und wird damit Weltmeister und Olympiasieger. Schweden wird mit einem 3:1 über Großbritannien Olympiazweiter und Europameister. Am Abend enden die II. Olympischen Winterspiele mit der Abschlussfeier.
- 1960: Der Deutsche Kombinierer Georg Thoma gewinnt bei den VIII. Olympischen Winterspielen in Squaw Valley als erster Nichtskandinavier die Goldmedaille in der Nordischen Kombination.
- 2011: Der zehnte Cricket World Cup beginnt in Indien, Sri Lanka und Bangladesch.

Einträge von Leichtathletik-Weltrekorden befinden sich unter der jeweiligen Disziplin unter Leichtathletik.

## Geboren

### Vor dem 18. Jahrhundert
- 1461: Domenico Grimani, venezianischer Mäzen, Patriarch von Aquileia, Kardinalbischof von Albano, Frascati und Porto

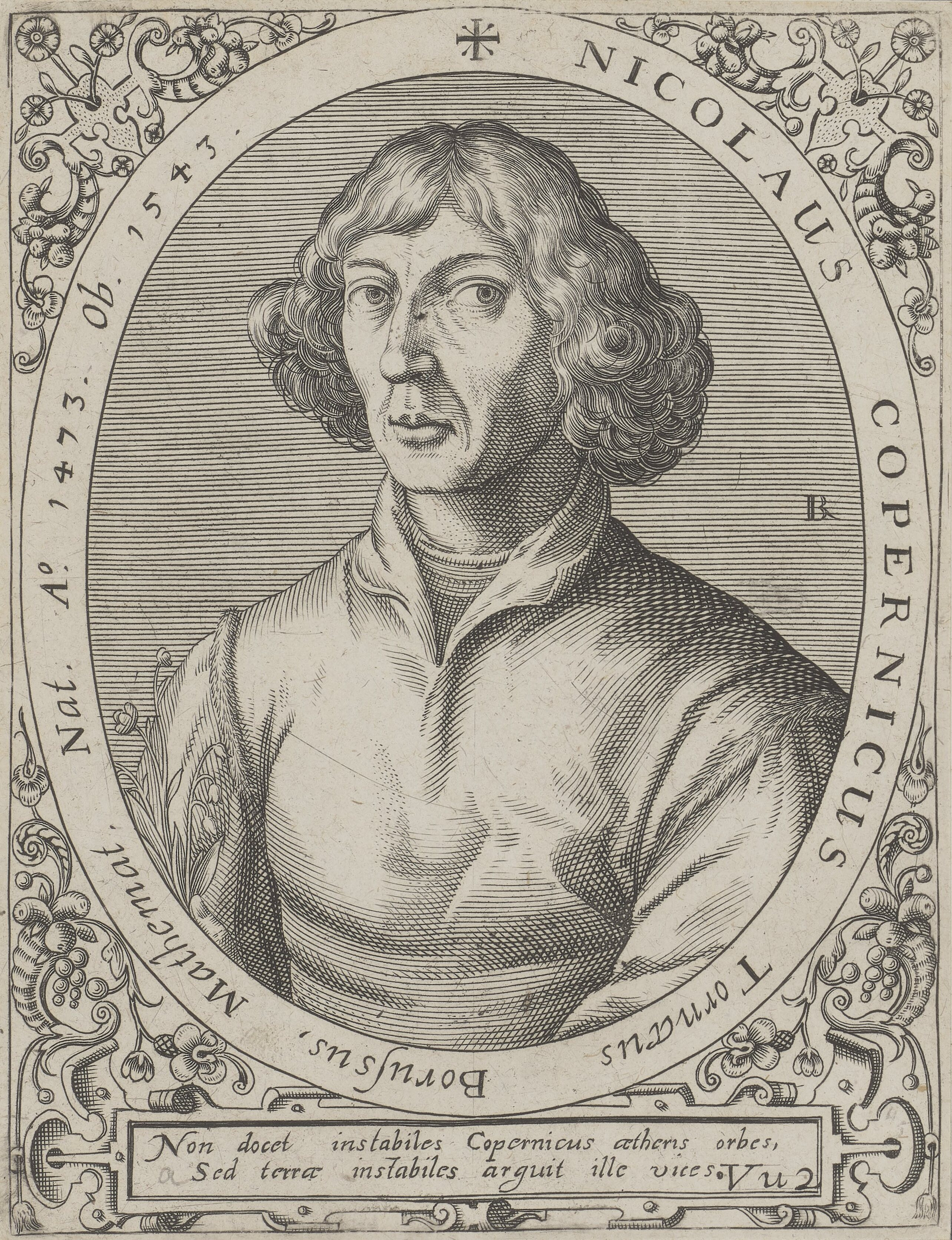
Nikolaus Kopernikus (* 1473)

- 1473: Nikolaus Kopernikus, preußischer Astronom, Arzt, Mathematiker und Kartograf
- 1519: Froben Christoph von Zimmern, deutscher Autor, Verfasser der Zimmerischen Chronik
- 1552: Melchior Khlesl, Bischof von Wien und Kanzler des Kaisers Matthias
- 1552: Hans von Schellenberg, deutscher Gutsbesitzer und Gelehrter
- 1559: Philipp II., Markgraf von Baden
- 1583: Heinrich Vollers, deutscher Organist
- 1586: Pieter de Carpentier, Generalgouverneur der niederländischen Ostindien-Kompanie (VOC) in Südostasien
- 1594: Henry Frederick Stuart, Prince of Wales, britischer Prinz, ältester Sohn von Jakob I.
- 1598: Johann Rudolf Philipp Forer, Schweizer evangelischer Geistlicher
- 1601: Alonso Cano, spanischer Maler, Bildhauer und Architekt
- 1611: Andries de Graeff, Regent und Bürgermeister von Amsterdam
- 1642: Sophie Luise von Württemberg, Markgräfin von Brandenburg-Bayreuth
- 1660: Friedrich Hoffmann, deutscher Mediziner
- 1690: Agostino Maria Neuroni, Bischof von Como
- 1698: William FitzRoy, 3. Duke of Cleveland, britischer Adliger

### 18. Jahrhundert
- 1717: David Garrick, britischer Schauspieler
- 1719: François de Théas Graf von Thoranc, französischer Offizier und Kunstsammler
- 1720: Andreas Westphal, schwedisch-pommerscher Anatom und Archiater
- 1731: Catharina Elisabeth Goethe, Mutter Johann Wolfgang Goethes
- 1731: Johann Georg Hartmann, württembergischer Hof- und Domänenrat
- 1733: Daniel Solander, schwedischer Botaniker
- 1739: Giambattista Dall’Olio, italienischer Musiker
- 1741: Fjodor Grigorjewitsch Orlow, russischer Generalleutnant, Bruder von Grigori Orlow
- 1743: Luigi Boccherini, italienischer Komponist und Cellist
- 1747: Heinrich Leopold Wagner, deutscher Schriftsteller
- 1750: Johann Daniel Lawaetz, deutscher Kaufmann und dänischer Etatsrat
- 1752: Simone Assemani, italienischer Orientalist
- 1754: Étienne Charles de Damas, französischer Chevalier, später Herzog von Damas-Crux

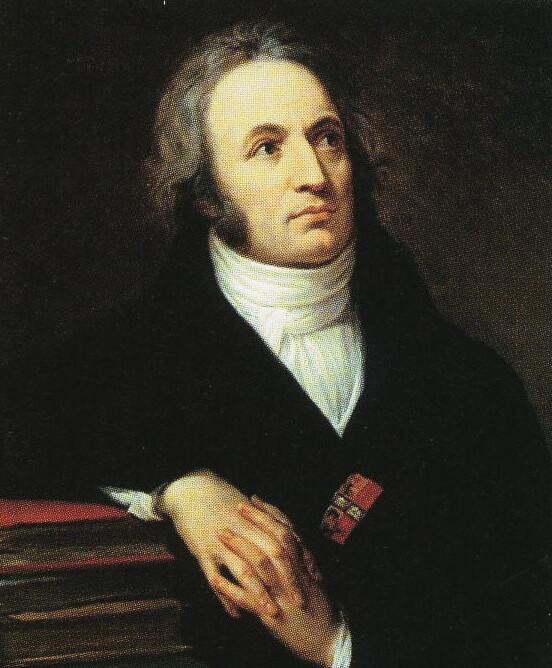
Vincenzo Monti (* 1754)

- 1754: Vincenzo Monti, italienischer Schriftsteller
- 1755: Pieter Gerardus van Overstraten, Generalgouverneur von Niederländisch-Indien
- 1756: Ignaz Kober, Wiener Hoforgelbauer
- 1760: Heinrich Beck, deutscher Schauspieler und Dramatiker
- 1763: Adalbert Gyrowetz, österreichischer Komponist
- 1765: Johann Benedikt Ernst Wegmann, deutscher Orgel- und Instrumentenbauer
- 1766: William Dunlap, US-amerikanischer Maler und Schriftsteller
- 1770: Maximilian von Wimpffen, österreichischer Feldmarschall
- 1771: Levin Friedrich von Bismarck, preußischer Beamter, Regierungspräsident von Magdeburg
- 1775: Pietro Antonio Bossi, italienischer Orgelbauer
- 1775: Thomas Pitt, 2. Baron Camelford, britischer Peer und Seeoffizier
- 1778: Henry Ashley, US-amerikanischer Jurist und Politiker, Mitglied des Repräsentantenhauses
- 1778: Friedrich Karl von Tettenborn, deutscher Reitergeneral im Freiheitskrieg
- 1780: Rudolf Braendlin, Schweizer Unternehmer und Politiker
- 1780: Friedrich Heinrich von der Hagen, deutscher Germanist
- 1782: Pauline von Sagan, Fürstin von Hohenzollern-Hechingen
- 1783: Ambroise Louis Garneray, französischer Kupferstecher und Maler
- 1789: William Fairbairn, schottischer Ingenieur
- 1791: Arthur Anderson, englischer Unternehmer und Politiker
- 1792: Ludwig Friedrich Heyd, deutscher Pfarrer und Autor
- 1792: Roderick Murchison, schottischer Geologe und Paläontologe
- 1799: August Wilhelm Papen, deutscher Militäringenieur, Geodät und Kartograf
- 1799: Ferdinand Reich, deutscher Chemiker und Physiker

### 19. Jahrhundert

#### 1801–1850

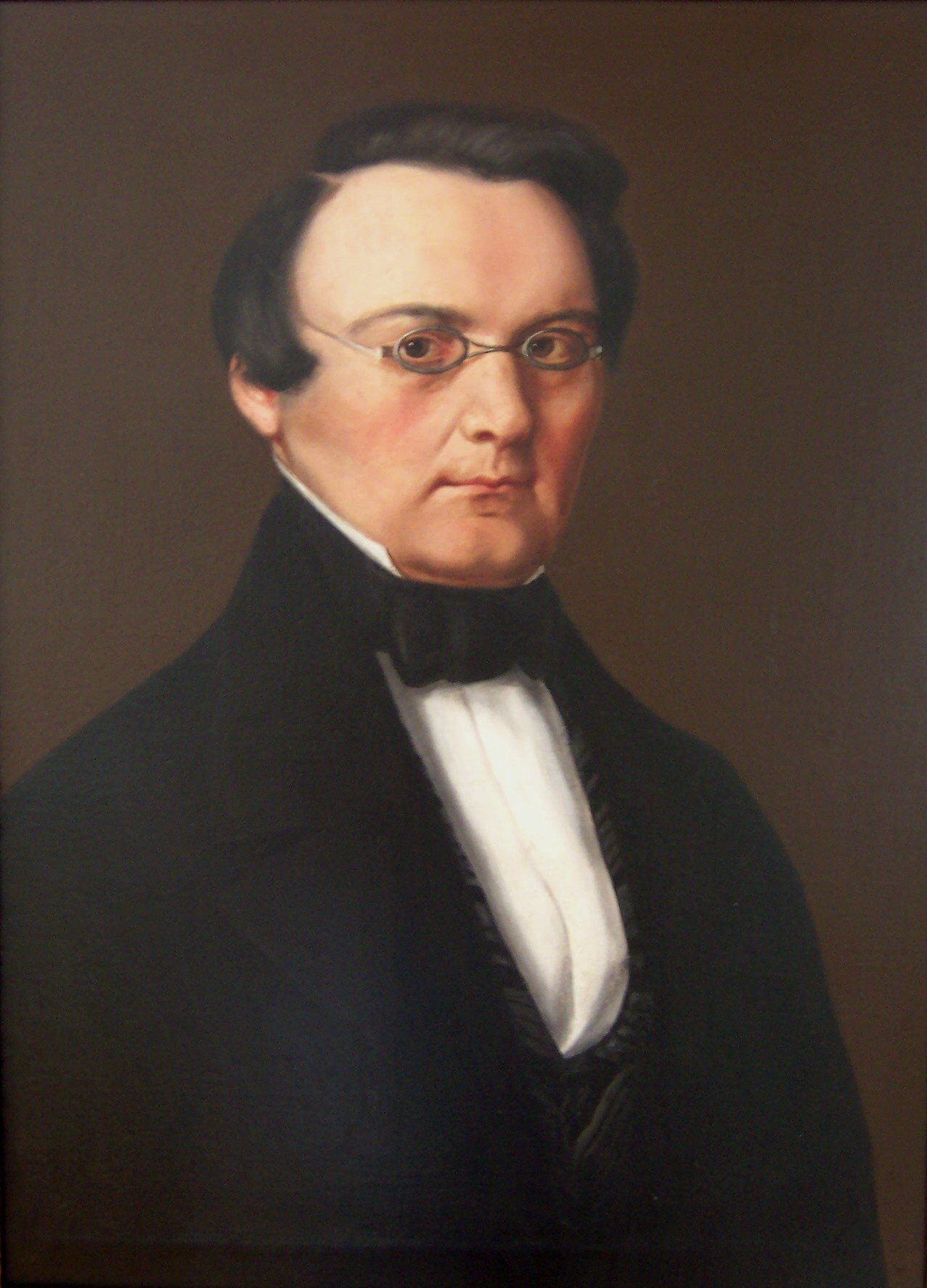
Wilhelm Matthias Naeff (* 1802)

- 1802: Wilhelm Matthias Naeff, Schweizer Politiker
- 1804: Carl von Rokitansky, österreichischer Pathologe, Politiker und Philosoph
- 1810: Samuel Duncan Parnell, britisch-neuseeländischer Zimmermann, Einzelkämpfer für die Einführung des Achtstundentags in Neuseeland
- 1811: Jules Sandeau, französischer Schriftsteller
- 1812: Lauro Rossi, italienischer Komponist
- 1812: Zygmunt Krasiński, polnischer Dichter und Dramatiker
- 1817: Wilhelm III., niederländischer König
- 1818: August von Kleist, preußischer Generalmajor
- 1821: August Schleicher, deutscher Sprachwissenschaftler
- 1821: Francis Blair, US-amerikanischer Politiker
- 1822: Martin Faustmann, deutscher Forstwissenschaftler und Förster
- 1823: Julie Herrmann, deutsche Schauspielerin
- 1825: Giovan Battista Buzzi-Cantone, Schweizer Pädagoge und Herausgeber
- 1826: Claus Pavels Riis, norwegischer Dichter
- 1828: Delos Rodeyn Ashley, US-amerikanischer Politiker
- 1828: Louis Kugelmann, deutscher Mediziner und Sozialdemokrat
- 1828: Johannes von Miquel, preußischer Politiker und Reformator
- 1828: Eduard Mohr, deutscher Afrikaforscher
- 1829: Friedrich Witte, deutscher Apotheker, Fabrikant und Politiker

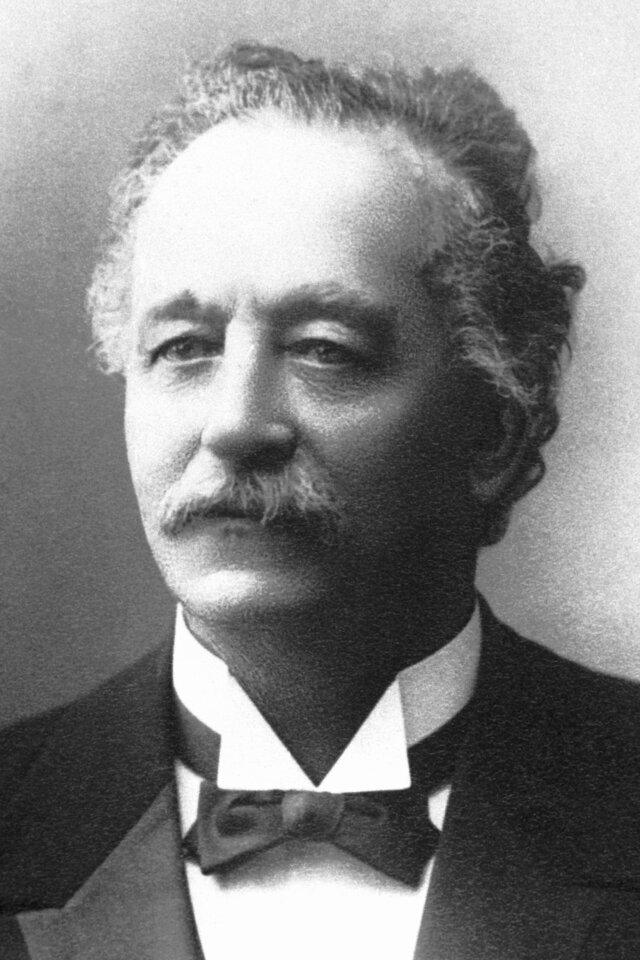
Élie Ducommun (* 1833)

- 1833: Élie Ducommun, Schweizer Politiker, Journalist und Geschäftsmann, Friedensnobelpreisträger
- 1833: Therese von Wüllenweber, deutsche Gründerin des Ordens der Salvatorianerinnen
- 1838: Lydia Thompson, britische Tänzerin
- 1839: Friedrich Althoff, preußischer Kulturpolitiker
- 1841: Elfrida Andrée, schwedische Organistin und Komponistin
- 1841: Frieda Amerlan, deutsche Schriftstellerin
- 1841: Felipe Pedrell, katalanischer bzw. spanischer Komponist und Musikwissenschaftler
- 1846: Franz Adickes, deutscher Kommunalpolitiker, Frankfurter Oberbürgermeister
- 1848: Bruno Piglhein, deutscher Maler und Bildhauer

#### 1851–1900
- 1853: Jacques Doucet, französischer Modedesigner
- 1854: Emil Sigerus, deutscher Volkskundler und Stadthistoriker von Hermannstadt
- 1854: Louis Georges Gouy, französischer Physiker
- 1855: U. V. Swaminatha Iyer, tamilischer Gelehrter und Philologe
- 1857: Hugo III. Henckel von Donnersmarck, schlesischer Magnat, Jurist und Offizier
- 1857: Julius Lieban, österreichisch-deutscher Opernsänger
- 1857: Nicholas Frederick Seebeck, deutschstämmiger Philatelist und Geschäftsmann
- 1858: Tobias Matthay, britischer Musikpädagoge, Pianist und Komponist
- 1859: Louise Ahrweiler, schwedisch-deutsche Theaterschauspielerin
- 1859: Svante Arrhenius, schwedischer Physikochemiker und Chemienobelpreisträger
- 1863: Augusto Leguía y Salcedo, peruanischer Präsident
- 1863: Axel Thue, norwegischer Mathematiker
- 1863: Emánuel Moór, ungarischer Komponist, Pianist und Erfinder
- 1863: Georg Moog, Bischof der Alt-katholischen Kirche in Deutschland
- 1863ː Johanna Zschille-von Beschwitz, deutsche Malerin,  Mitglied der Gruppe Dresdner Künstlerinnen
- 1864: Đồng Khánh, neunter Kaiser der vietnamesischen Nguyễn-Dynastie
- 1864: Said Halim Pascha, Großwesir des Osmanischen Reiches
- 1864: Jean Verdier, Erzbischof von Paris und Kardinal
- 1865: Sven Hedin, schwedischer Geograf und Forschungsreisender
- 1866: Mary Anderson, US-amerikanische Erfinderin
- 1866: Thomas Jefferson Jackson See, US-amerikanischer Astronom
- 1869: Marie Schnür, deutsche Malerin und Illustratorin
- 1870: Konstantin Uhder, lettischer Pastor und evangelischer Märtyrer
- 1871: Paul Laufer, Schweizer evangelischer Geistlicher und Hochschullehrer
- 1873: Louis Feuillade, französischer Filmregisseur der Stummfilmzeit
- 1874: Max Adalbert, deutscher Theater- und Filmschauspieler
- 1876: Arthur von Gerlach, deutscher Film- und Theaterregisseur
- 1876: Constantin Brâncuși, rumänischer Bildhauer
- 1877: Friedrich Attenhuber, deutscher Maler
- 1877: Else Berg, niederländische Malerin und NS-Opfer

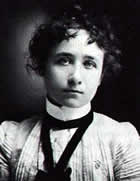
Gabriele Münter (* 1877)

- 1877: Gabriele Münter, deutsche Malerin
- 1877: Louis Aubert, französischer Komponist
- 1877: Ludwig Hartau, deutscher Schauspieler
- 1879: Luigj Gurakuqi, albanischer Schriftsteller und Politiker
- 1880: Joseph Antz, deutscher Pädagoge
- 1880: Elisabeth Brönner, deutsche Politikerin und Mitglied der Weimarer Nationalversammlung
- 1880: Álvaro Obregón, mexikanischer General und Politiker
- 1880: Arthur Shepherd, US-amerikanischer Komponist
- 1881: Armin Knab, deutscher Komponist
- 1881: Paul Zech, deutscher Publizist und Schriftsteller
- 1882: Nicolai Hartmann, deutscher Philosoph
- 1883: Hugo Atzwanger, österreichischer Maler, Grafiker, Fotograf und Volkskundler
- 1884: Rosa Porten, deutsche Schauspielerin, Drehbuchautorin, Filmregisseurin, Pionierin des Stummfilms
- 1886: Karl Ast, estnischer Schriftsteller und Politiker
- 1886: Nils Erik Hellsten, schwedischer Fechter
- 1887: Nikolai Samuilowitsch Abelman, russischer Revolutionär und Teilnehmer an der Oktoberrevolution
- 1888: Tom Spencer Vaughan Phillips, britischer Admiral

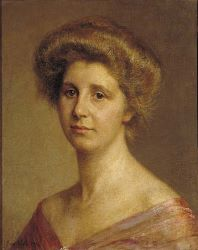
Rosy Wertheim (* 1888)

- 1888: Rosy Wertheim, niederländische Komponistin, Pianistin und Musikpädagogin
- 1889: Ernest Marsden, englischer Physiker
- 1891: Jack Bezzant, britischer Automobilrennfahrer
- 1891: Robert Lejeune, Schweizer evangelischer Geistlicher
- 1892: Arthur Lassally, deutscher Ingenieur und Industriefilmproduzent
- 1893: Cedric Hardwicke, britischer Schauspieler sowie Filmregisseur und Filmproduzent
- 1893: Roger Labric, französischer Journalist, Schriftsteller und Automobilrennfahrer
- 1894: Emil Forrer, Schweizer Assyriologe, Altertumskundler und Hethitologe
- 1894: Anton Lutz, oberösterreichischer Maler
- 1894: Zdeněk Němeček, tschechischer Schriftsteller und Dramaturg
- 1895: Louis Calhern, US-amerikanischer Schauspieler
- 1895: Esther Fahmy Wissa, ägyptische Frauenrechtlerin
- 1896: André Breton, französischer Poet und Schriftsteller des Surrealismus
- 1896: Johann Conrad Weilenmann, Schweizer Wirtschaftsführer
- 1897: Alma Rubens, deutsche Stummfilmschauspielerin
- 1898: Waldemar Kraft, deutscher Politiker
- 1898: Lotte Brackebusch, deutsche Schauspielerin
- 1899: Lucio Fontana, argentinisch-italienischer Maler und Bildhauer
- 1899: Werner Beumelburg, deutscher Journalist und Schriftsteller

### 20. Jahrhundert

#### 1901–1925
- 1901: Hans Grundig, deutscher Maler und Graphiker

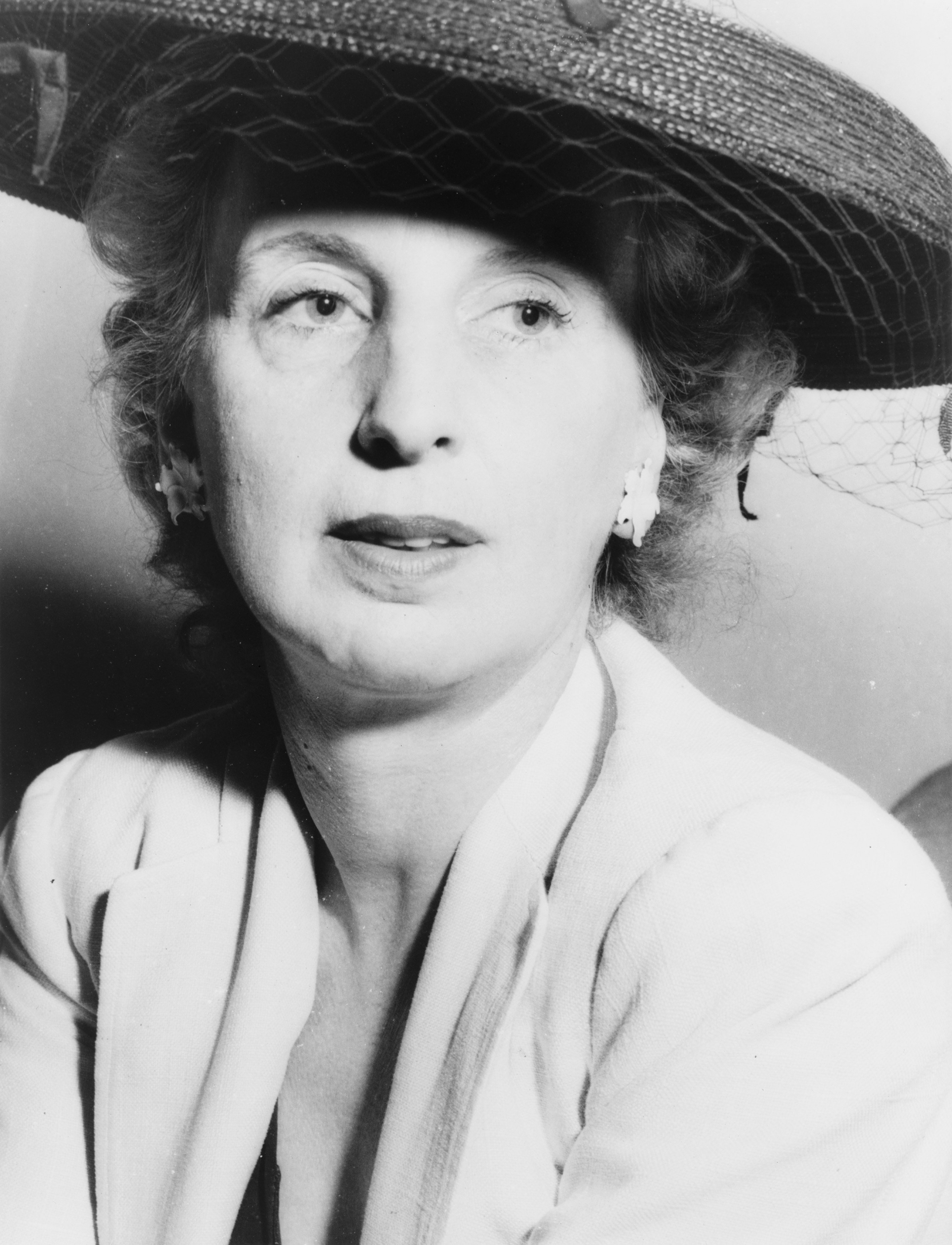
Kay Boyle (* 1902)

- 1902: Kay Boyle, US-amerikanische Schriftstellerin und Journalistin
- 1902: Kenneth Peacock, britischer Automobilrennfahrer
- 1903: Abel Meeropol, US-amerikanischer Songwriter und Schriftsteller
- 1905: Carl Schneiders, deutscher Maler
- 1906: Fjodor Dmitrijewitsch Gachow, sowjetischer Mathematiker
- 1906: Richard Groschopp, deutscher Regisseur und Kameramann
- 1908: Walter Bitterlich, österreichischer Forstwissenschaftler
- 1910: Georges Tapie, französischer Ruderer
- 1910: William Grey Walter, US-amerikanischer Neurophysiologe
- 1911: Bill Bowerman, US-amerikanischer Trainer und Unternehmer
- 1911: Hedwig Klein, deutsche Islamwissenschaftlerin, Holocaustopfer
- 1911: Herwart Miessner, deutscher Politiker
- 1911: Merle Oberon, britische Schauspielerin
- 1911: Helmut Sündermann, deutscher Publizist
- 1912: Viktoras Ašmenskas, litauischer Ingenieur, Segelflieger, Pilot und Widerstandskämpfer
- 1912ː Martha Bolldorf-Reitstätter, österreichische Architektin
- 1912: Thomas Mancuso, US-amerikanischer Mediziner
- 1913: Wolf Schmidt, deutscher Journalist, Kabarettist und Schauspieler
- 1913: Dick Weisgerber, US-amerikanischer American-Football-Spieler
- 1913: Max Worthley, australischer Sänger (Tenor) und Gesangspädagoge
- 1914: René Cotton, französischer Skiläufer, Automobilrennfahrer und Motorsportmanager
- 1914: Jacques Dufilho, französischer Schauspieler
- 1915: Bernard Meadows, britischer Bildhauer
- 1916: Eddie Arcaro, US-amerikanischer Jockey
- 1916: Heini Schaumann, deutscher Skisportler und Unteroffizier

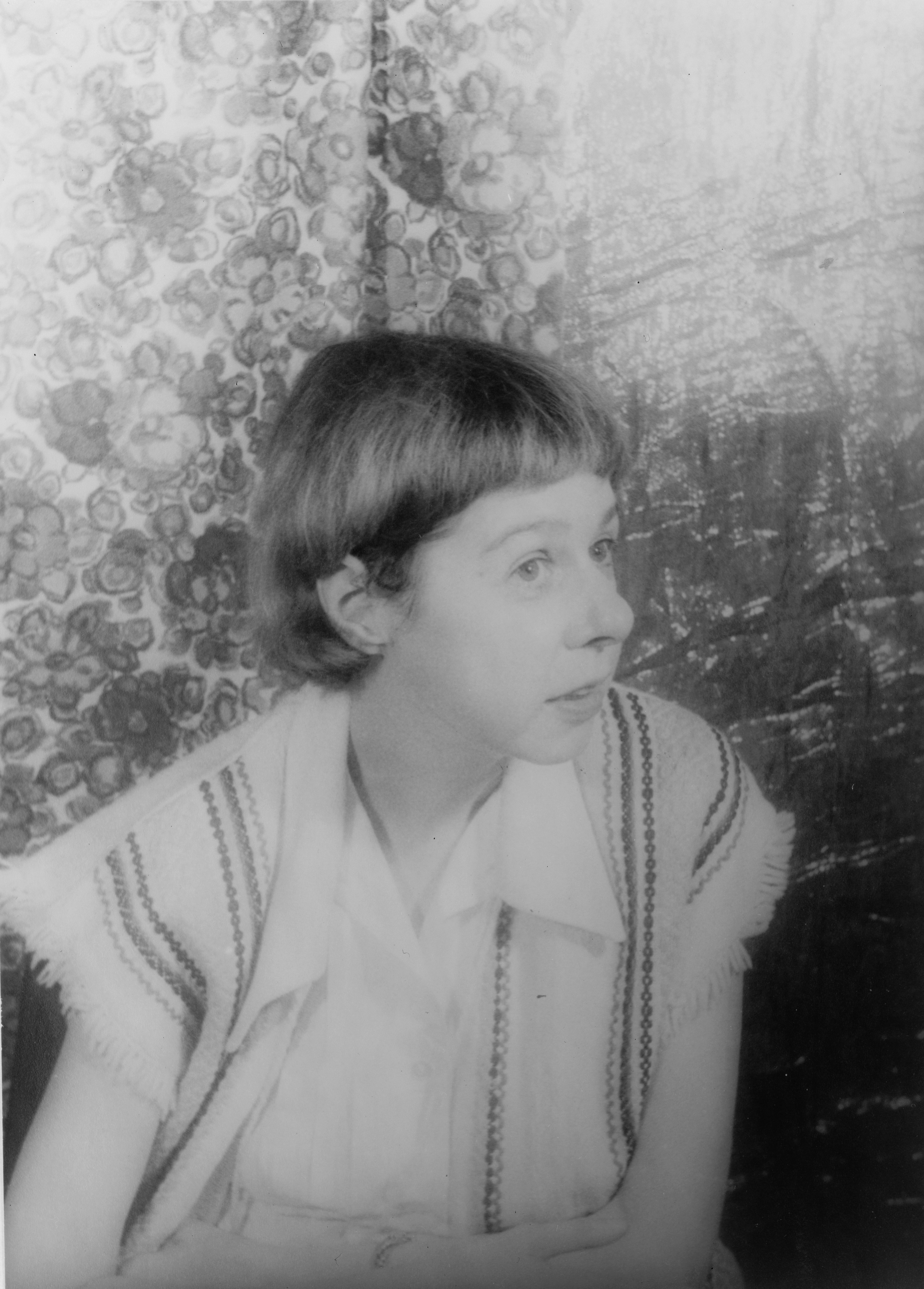
Carson McCullers (* 1917)

- 1917: Carson McCullers, US-amerikanische Schriftstellerin
- 1917: Fritz-Rudolf Schultz, deutscher Politiker, MdL, MdB, Wehrbeauftragter des Deutschen Bundestags
- 1917: Margarete Neumann, deutsche Lyrikerin und Schriftstellerin
- 1918: Viktoria Lindpaintner, deutsche Eiskunstläuferin
- 1919: Stephan Henrik Barratt-Due, norwegischer Geiger und Musikpädagoge
- 1920: Josef Baron, deutscher Maler und Bildhauer
- 1920: Franz Joachim Behnisch, deutscher Schriftsteller
- 1920: Margret Dietrich, deutsche Theaterwissenschaftlerin
- 1920: Jaan Kross, estnischer Schriftsteller
- 1920: Jürgen von Beckerath, deutscher Ägyptologe
- 1920: Fritz Wöss, österreichischer Schriftsteller
- 1921: Lamberto Antonelli, italienischer Journalist und Autor
- 1921: Len Levy, US-amerikanischer American-Football-Spieler
- 1921: Ernie McCoy, US-amerikanischer Automobilrennfahrer
- 1921: Claude Pascal, französischer Komponist
- 1921: Ann Savage, US-amerikanische Filmschauspielerin
- 1921: Alice Schoenfeld, deutsch-US-amerikanische Violinistin, Musikpädagogin, Mäzenatin

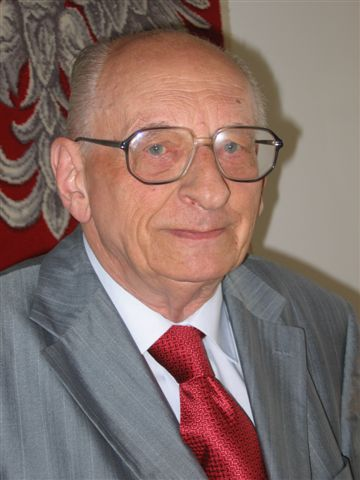
Władysław Bartoszewski (* 1922)

- 1922: Władysław Bartoszewski, polnischer Historiker, Publizist und Politiker
- 1922: Rudi Lüttge, deutscher Geher
- 1922: Josef Matěj, tschechischer Posaunist und Komponist
- 1923: Giulio Cabianca, italienischer Automobilrennfahrer
- 1923: Wolfram Kistner, südafrikanische Pastor, Theologe und Apartheid-Gegner
- 1924: Dawid Ionowitsch Bronstein, russischer Schachgroßmeister
- 1924: Eduard Lohse, deutscher Theologe und Bischof
- 1924: Chi Pang-yuan, taiwanische Schriftstellerin und Hochschuldozentin
- 1924: František Vláčil, tschechischer Regisseur
- 1924: Lee Marvin, US-amerikanischer Schauspieler
- 1925: Jindřich Feld, tschechischer Komponist
- 1925: Claus Josef Riedel, österreichischer Industrieller

#### 1926–1950

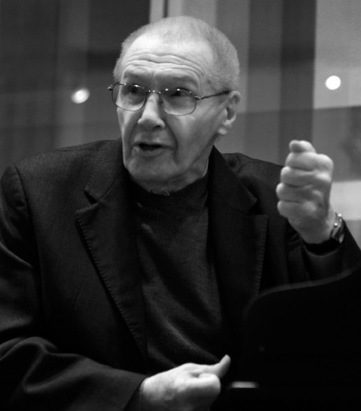
György Kurtág (* 1926)

- 1926: György Kurtág, rumänisch-ungarischer Komponist
- 1926: Egisto Pandolfini, italienischer Fußballspieler
- 1927: Alice Dye, US-amerikanische Golfarchitektin und Amateurgolferin
- 1927: Bob Johnson, US-amerikanischer Automobilrennfahrer
- 1927: Hugo Portisch, österreichischer Journalist
- 1928: Nicolas Hayek, Schweizer Unternehmer, Gründer der Swatch Group
- 1928: Sokrates Kapsaskis, griechischer Lyriker, Filmregisseur und Übersetzer
- 1929: Jacques Deray, französischer Filmregisseur
- 1929: Leni Hofknecht, deutsche Weitspringerin
- 1930: John Frankenheimer, US-amerikanischer Regisseur und Produzent
- 1931: Jorge Álvaro Sarmientos, guatemaltekischer Komponist
- 1931: Camillo Ruini, italienischer Kardinal
- 1931: Johannes Stöhr, deutscher katholischer Theologe
- 1932: Noëlle Ailloud, französische Badmintonspielerin
- 1932: Paul Kölliker, Schweizer Ruderer und Journalist
- 1932: Jean-Pierre Ponnelle, französischer Regisseur, Bühnen- und Kostümbildner
- 1934: Sheila Henig, kanadische Pianistin und Sängerin
- 1934: Herbert Rosendorfer, deutscher Schriftsteller
- 1934: Edith Schiller, deutsche Leichtathletin
- 1934: Michael Tree, US-amerikanischer Bratschist
- 1934: Karl-Heinz Wegmann, deutscher Kugelstoßer
- 1935: Siegfried Akkermann, deutscher Wissenschaftler, Arzt und Schriftsteller
- 1936: Sieglinde Ahrens, deutsche Organistin und Hochschullehrerin
- 1936: Klaus Bartels, deutscher Altphilologe
- 1936: Jürgen Voß, deutscher Chemiker
- 1937: Rafael Heredia, mexikanischer Basketballspieler
- 1938: Josef Duchač, deutscher Politiker, Ministerpräsident von Thüringen
- 1938: Oliver Taylor, australischer Boxer
- 1939: Wladimir Andrejewitsch Atlantow, russischer Opernsänger
- 1939: Jean-Pierre Aubin, französischer Mathematiker
- 1939: Alfredo Bryce Echenique, peruanischer Schriftsteller und Literaturwissenschaftler
- 1939: Maxwell Bennett, australischer Hirnforscher
- 1939ː Petra Krause, deutsche Terroristin
- 1940: Tewolde Berhan Gebre Egziabher, äthiopischer Professor für Biologie und Umweltschützer
- 1940: Olavi Huttunen, finnischer Biathlet
- 1940: Saparmyrat Nyýazow, turkmenischer Politiker, Staatspräsident
- 1940: Smokey Robinson, US-amerikanischer Sänger
- 1940: Andrzej Strejlau, polnischer Fußballtrainer
- 1941: Carlos Roqué Alsina, argentinischer Komponist

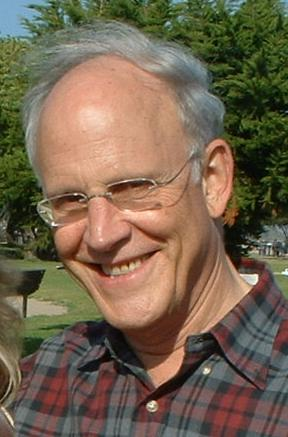
David Gross (* 1941)

- 1941: David Gross, US-amerikanischer Physiker, Nobelpreisträger
- 1941: Hil Kabashi, albanischer Bischof
- 1941: Imre Szöllősi, ungarischer Kanute
- 1941: Karol Bermúdez, kolumbianischer Pianist
- 1942: Timothy Bond, kanadischer Filmregisseur und Drehbuchautor
- 1942: Bruno Deserti, italienischer Automobilrennfahrer
- 1942: Klaus Halser, deutscher Motorradrennfahrer
- 1942: Angelika Platen, deutsche Fotografin
- 1942: Howard Stringer, britisch-amerikanischer Manager, Vorstandsvorsitzender von Sony
- 1943: Christopher Adey, britischer Dirigent und Violinist
- 1943: Hermann Burde, deutscher Leichtathlet
- 1943: Tim Hunt, britischer Biochemiker, Nobelpreisträger
- 1943: Jan de Rooy, niederländischer Unternehmer und Rennfahrer
- 1943: Robert Trivers, US-amerikanischer Biologe
- 1944: Dieter Ahlert, deutscher Professor für Betriebswirtschaftslehre
- 1944: Hubert Doppmeier, deutscher Politiker, MdL, MdB
- 1944: Jürgen Gansäuer, deutscher Politiker, MdL
- 1944: Carey Harrison, englischer Romanautor, Dramatiker, Drehbuch- und Hörspielautor, Übersetzer und Hochschullehrer
- 1945: Barbara Adams, britische Ägyptologin
- 1945: Sam Abell, US-amerikanischer Fotograf
- 1945: Thomas Brasch, deutscher Schriftsteller, Filmemacher und Übersetzer
- 1945: Horst Felbermayr senior, österreichischer Unternehmer und Automobilrennfahrer
- 1946: Carolyn B. Maloney, US-amerikanische Politikerin, Mitglied des Repräsentantenhauses
- 1946: Pierre van der Linden, niederländischer Jazz- und Rockschlagzeuger
- 1946: Luis Puenzo, argentinischer Film-Regisseur und Drehbuchautor
- 1947: Michel Elkoubi, französischer Automobilrennfahrer
- 1947: Wolfgang Fritz, österreichischer Schriftsteller
- 1947: Wulf von Schimmelmann, deutscher Manager, Vorstandsvorsitzender der Postbank
- 1947: Lucas Vis, niederländischer Dirigent und Komponist
- 1947: Juan Francisco Zanassi, argentinischer Ruderer
- 1948: Hartmut Schulze-Gerlach, deutscher Sänger und Moderator
- 1948: Pim Fortuyn, niederländischer Politiker und Publizist

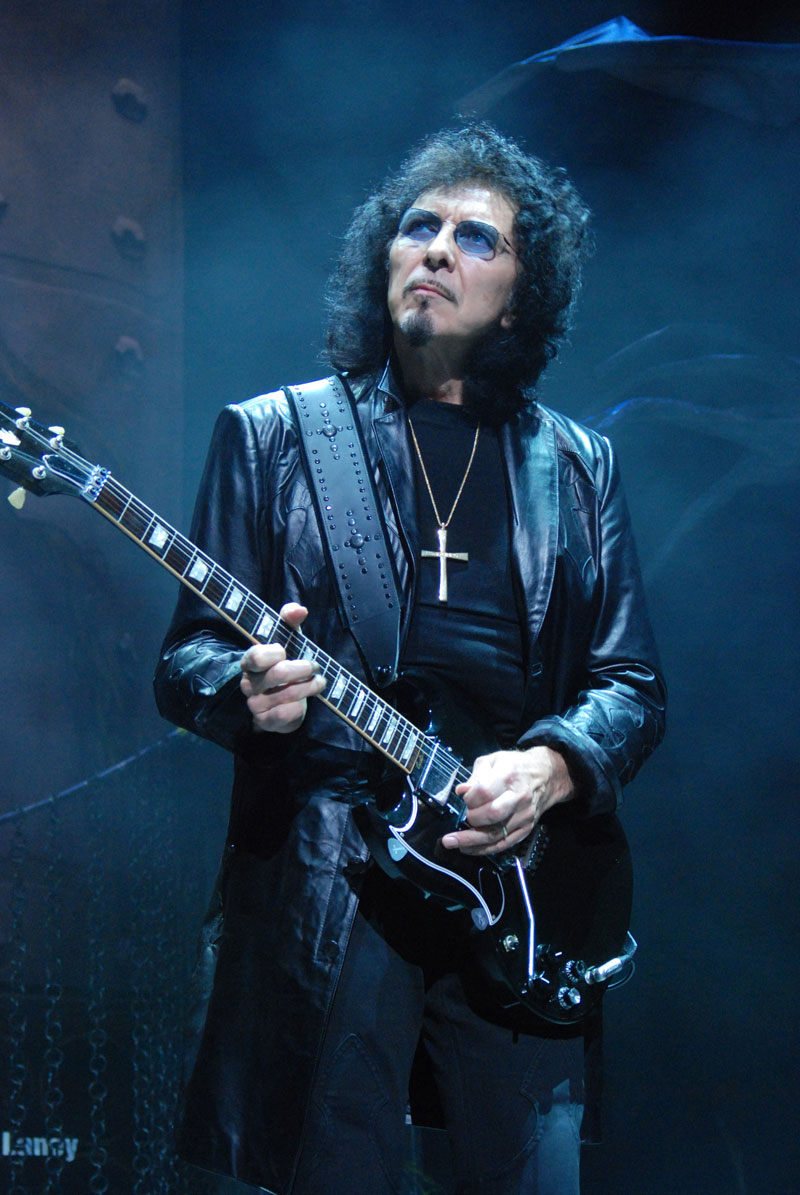
Tony Iommi (* 1948)

- 1948: Tony Iommi, britischer Musiker, gilt als Erfinder von Heavy Metal
- 1949: Arend Agthe, deutscher Regisseur
- 1949: Christian Bollmann, deutscher Musiker
- 1949: Eddie Hardin, britischer Rockmusiker
- 1949: Luise Schorn-Schütte, deutsche Historikerin
- 1949: Fabio Vacchi, italienischer Komponist
- 1950: Takanohana Kenshi, japanischer Sumo-Ringer
- 1950: Andy Powell, britischer Gitarrist

#### 1951–1975
- 1951: Kurt Stendal, dänischer Fußballspieler und -trainer
- 1952: Wolfgang Fröde, deutscher Maler
- 1952: Amy Tan, chinesisch-US-amerikanische Schriftstellerin
- 1952: Matthias Kurth, deutscher Politiker und Richter, Präsident der Bundesnetzagentur
- 1952: Ryū Murakami, japanischer Autor
- 1953: Attilio Bettega, italienischer Rallyefahrer

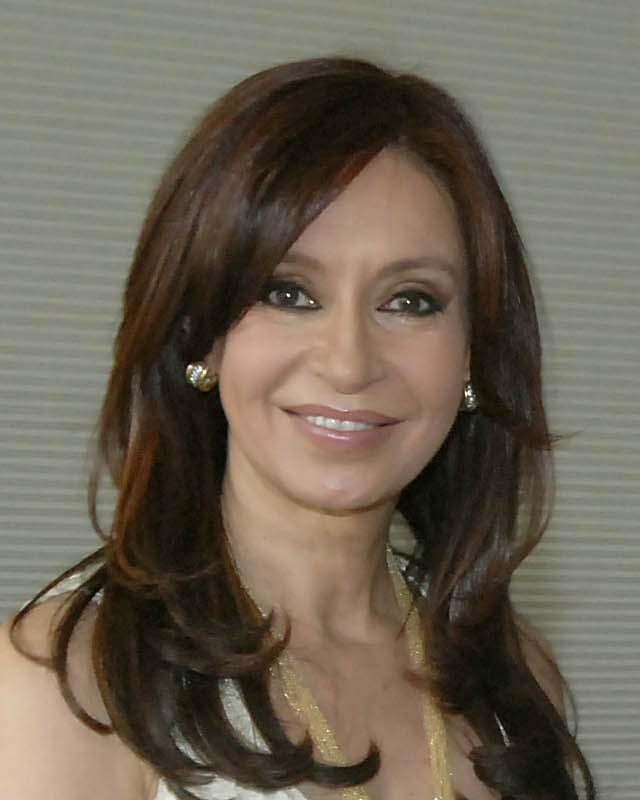
Cristina Fernández de Kirchner (* 1953)

- 1953: Cristina Fernández de Kirchner, argentinische Politikerin, Staatspräsidentin
- 1953: Gerd Harms, deutscher Politiker
- 1953: Hansi Jochmann, deutsche Schauspielerin
- 1953ː Hilde Léon, deutsche Architektin und Hochschullehrerin
- 1953: Murray McCully, neuseeländischer Politiker
- 1953: Barbara Schnitzler, deutsche Schauspielerin
- 1954: Michael Gira, US-amerikanischer Musiker (Swans)
- 1954: Hans-Hermann Gockel, deutscher Journalist und Fernsehmoderator
- 1954: Dominique Probst, französischer Komponist und Schlagzeuger
- 1954: Sócrates, brasilianischer Fußballspieler
- 1954: Francis Buchholz, deutscher Rockgitarrist
- 1954: Christine Böhm, österreichische Schauspielerin
- 1954: Gunnar Och, deutscher Germanist
- 1954: Otto Strauß, deutscher Politiker
- 1955: Jeff Daniels, US-amerikanischer Schauspieler
- 1955: Ernst Ferstl, österreichischer Lehrer und Schriftsteller
- 1955: Siri Hustvedt, US-amerikanische Schriftstellerin
- 1955: Guido Lindemann, Schweizer Eishockeyspieler
- 1956: Koharu Kisaragi, japanische Dramatikerin und Theaterleiterin

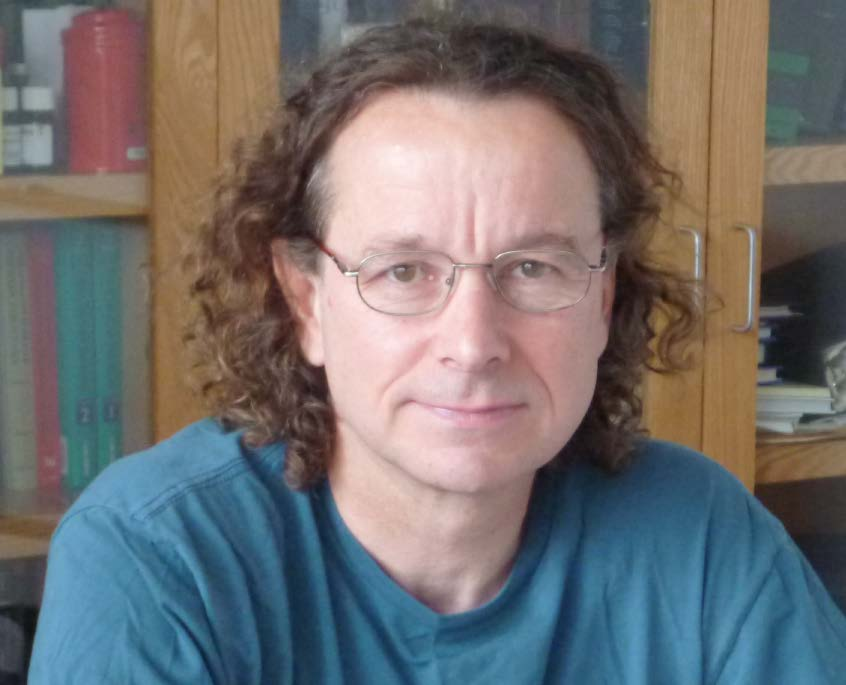
Roderick MacKinnon (* 1956)

- 1956: Roderick MacKinnon, US-amerikanischer Biochemiker und Mediziner, Nobelpreisträger
- 1957: Daína Chaviano, kubanische Schriftstellerin
- 1957: Falco, österreichischer Sänger und Musiker
- 1957: Reinhard Patscheider, italienischer Bergsteiger
- 1957: Rainer Wieland, deutscher Politiker, MdEP
- 1957: Ray Winstone, britischer Schauspieler
- 1957: Wolfgang Lück, deutscher Mathematiker
- 1958: Lutz Ahnfeld, deutscher Politiker
- 1958: Edith Peter, österreichische Skirennläuferin
- 1958: Helen Fielding, britische Schriftstellerin
- 1958: Paul Taylor, australischer Künstler
- 1959: Ueli Amstad, Schweizer Politiker
- 1959: Regina Kleine-Kuhlmann, deutsche Ruderin
- 1960: Andrew, Duke of York, britischer Offizier und Adeliger, Sohn von Königin Elisabeth II.
- 1960: John Paul junior, US-amerikanischer Automobilrennfahrer und Drogenhändler
- 1960: Eberhard Zorn, 16. Generalinspekteur der Bundeswehr
- 1961: Pirjo Aalto, finnische Biathletin
- 1961: Justin Fashanu, englischer Fußballspieler
- 1961: John Ross, kanadischer Freestyle-Skier und Trampolinturner
- 1961: Saul Zaks, argentinischer Dirigent und Musikpädagoge
- 1962: Franky Gee, kubanisch-US-amerikanisch-deutscher Sänger und Musikproduzent
- 1962: Ģirts Valdis Kristovskis, lettischer Politiker; Außenminister
- 1962: Hana Mandlíková, tschechische Tennisspielerin
- 1963: Solvita Āboltiņa, lettische Rechtsanwältin und Politikerin
- 1963: Tom Angelripper, deutscher Sänger und Bassist (Sodom)
- 1963: Harald Blüchel, deutscher Musikproduzent
- 1963: Steffi Kühnert, deutsche Schauspielerin

- 1963: Seal, britischer Sänger

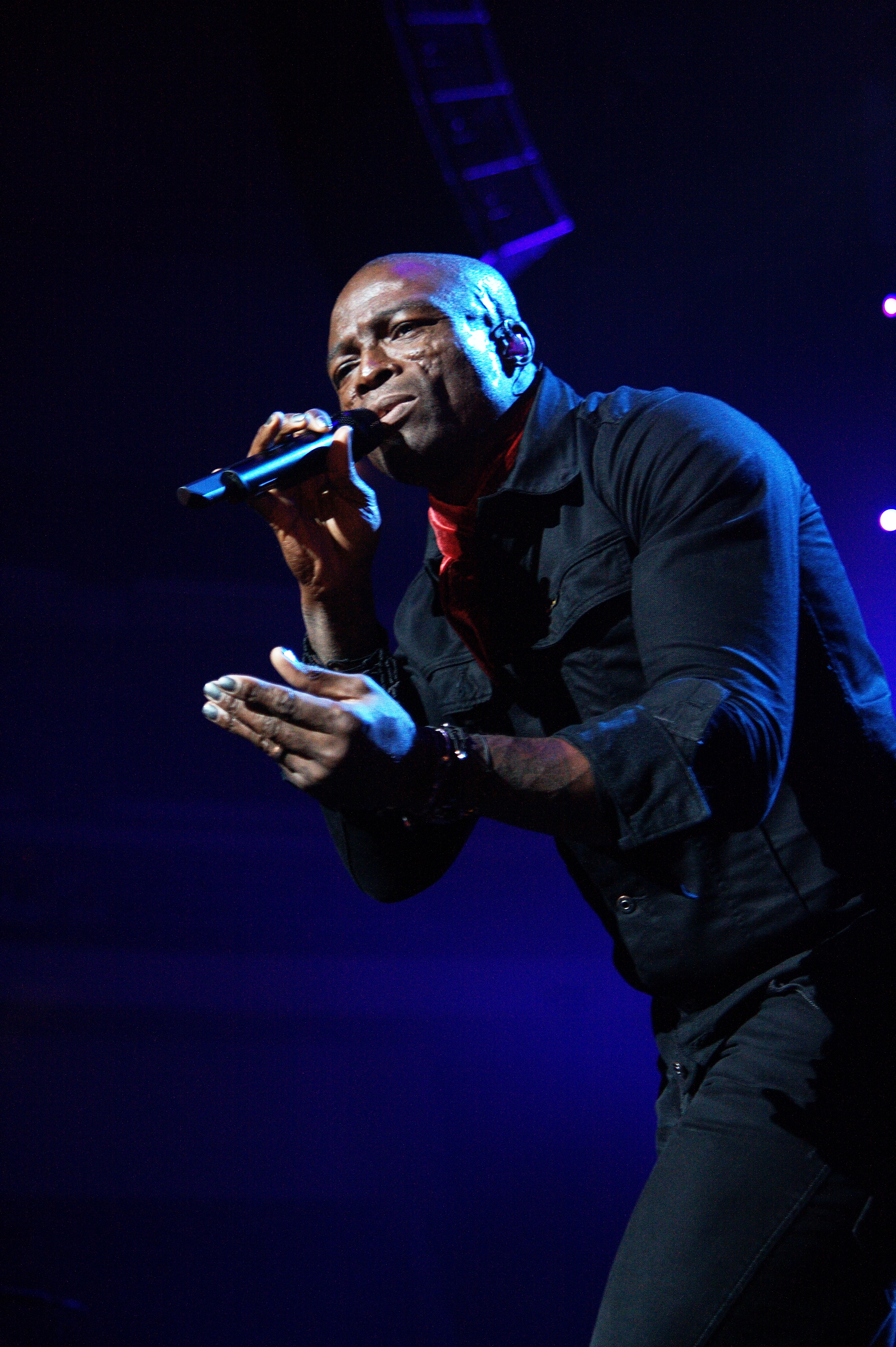
Seal (* 1963)

- 1964: Jennifer A. Doudna, US-amerikanische Biochemikerin und Molekularbiologin
- 1964: Jonathan Lethem, US-amerikanischer Schriftsteller
- 1965: Carsten Aschmann, deutscher Filmemacher, Videokünstler, Autor, Filmeditor und Filmproduzent
- 1965: Michael Westphal, deutscher Tennisspieler
- 1966: Adelheid Gapp, österreichische Skirennläuferin
- 1966: Paul Haarhuis, niederländischer Tennisspieler
- 1966: Enzo Scifo, belgischer Fußballspieler
- 1966: Lilâ Gürmen, türkische Schauspielerin
- 1967: Benicio del Toro, US-amerikanischer Schauspieler
- 1968: Hennes Bender, deutscher Kabarettist
- 1968: Stochelo Rosenberg, niederländischer Sinti und Jazz-Gitarrist
- 1969: Pejman Hadadi, iranischer Perkussionist, Komponist und Musikpädagoge
- 1969: Ståle Storløkken, norwegischer Jazzmusiker
- 1969: Tom Mikulla, deutscher Schauspieler
- 1972: Allan Bo Andresen, dänischer Straßenradrennfahrer
- 1972: Nicole Johannhanwahr, deutsche Schauspielerin
- 1972: Florian Licht, deutscher Kameramann
- 1972: Paul McMullen, US-amerikanischer Leichtathlet
- 1972: Sunset Thomas, US-amerikanische Pornodarstellerin
- 1973: Eric Lange, US-amerikanischer Schauspieler
- 1974: Christian Flindt-Bjerg, dänischer Fußballspieler und -trainer
- 1974: Sascha Grammel, deutscher Comedian, Puppenspieler und Bauchredner
- 1974: Minh-Khai Phan-Thi, deutsche Schauspielerin, Moderatorin und Regisseurin
- 1974: Maurice Summen, deutscher Musiker, Autor und Labelbetreiber
- 1974: Maik Timmermann, deutscher Musiker, Produzent und DJ
- 1975: Daniel Adair, kanadischer Schlagzeuger
- 1975: Katja Schuurman, niederländische Schauspielerin

#### 1976–2000
- 1976: Medusa Knopf, deutsche Schauspielerin
- 1976: Iris Lienhard, österreichische Skibobfahrerin
- 1976: Andrew Pitt, australischer Motorradrennfahrer
- 1976: Teddy Thompson, britischer Folk-Rock-Musiker und Musikproduzent
- 1977: Eloy Azorín, spanischer Schauspieler
- 1977: Daniel Giménez, argentinischer Fußballspieler
- 1977: Vittorio Grigolo, italienischer Sänger
- 1977: Gian Simmen, Schweizer Snowboarder
- 1977: Gianluca Zambrotta, italienischer Fußballspieler
- 1978: Malin Arvidsson, schwedische Schauspielerin und Tänzerin
- 1979: Steven Cherundolo, US-amerikanischer Fußballspieler
- 1979: Tina Pepper, deutsche Filmmusikkomponistin und -produzentin
- 1980: Kevin Arnould, französischer Skisportler
- 1980: Melanie Arns, deutsche Schriftstellerin
- 1980: Gavin Pickering, britischer Automobilrennfahrer
- 1980: Alexander Polstjankin, russischer Badmintonspieler

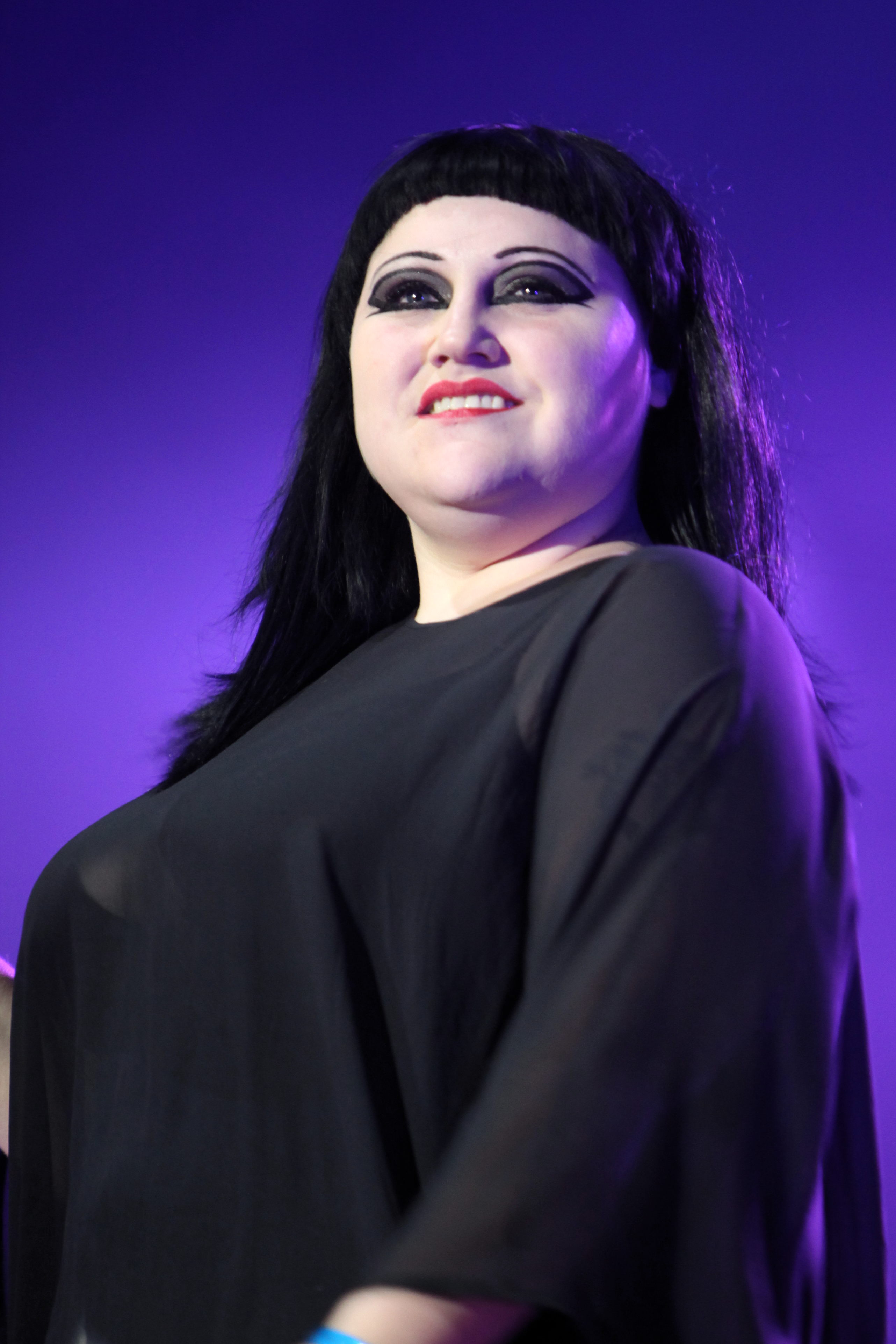
Beth Ditto (* 1981)

- 1981: Beth Ditto, US-amerikanische Sängerin
- 1981: Julia Domenica, deutsche Schauspielerin
- 1981: Christian Lusch, deutscher Sportschütze
- 1981: Tina Pisnik, slowenische Tennisspielerin
- 1981: Baiba Skride, lettische Violinistin
- 1982: Kris Newbury, kanadischer Eishockeyspieler
- 1982: Camelia Potec, rumänische Schwimmerin, Olympiasiegerin
- 1982: Chris Ehrlich (Christian Reinelt), Magier
- 1983: Kotoōshū Katsunori, bulgarischer Sumōringer
- 1983: Pia Mechler, deutsche Schauspielerin
- 1983: Tony D, deutscher Rapper
- 1983: Darold Williamson, US-amerikanischer Leichtathlet
- 1985: Arielle Kebbel, US-amerikanische Schauspielerin und Model
- 1986: Sebastián Dubarbier, argentinischer Fußballspieler
- 1986: Ophelia Lovibond, britische Schauspielerin
- 1986: Maria Mena, norwegische Sängerin
- 1986: Jayde Nicole, kanadisches Model, Playmate und Schauspielerin
- 1986: Amadou Sidibé, malischer Fußballspieler

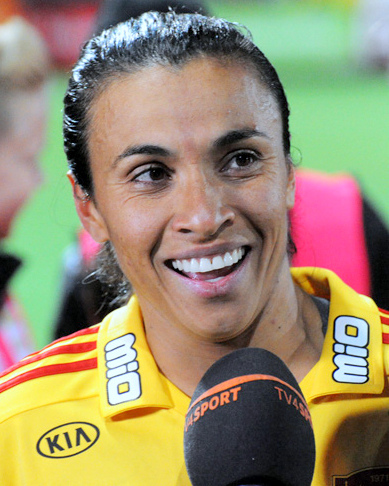
Marta (* 1986)

- 1986: Marta, brasilianische Fußballspielerin
- 1986: Cédric Wermuth, Schweizer Politiker
- 1987: Ahmed Adly, ägyptischer Großmeister im Schach
- 1987: Beñat Etxebarria Urkiaga, spanischer Fußballspieler
- 1987: Martin Büchel, Liechtensteiner Fußballspieler
- 1987: Sam Reid, australischer Schauspieler
- 1989: Sone Aluko, englisch-nigerianischer Fußballspieler
- 1989: Alexandru Cîrneală, rumänischer Schauspieler
- 1990: Ryad Boudebouz, algerisch-französischer Fußballspieler
- 1990: Josh Brown, britischer Schauspieler
- 1990: Sarah van Gulik, niederländische Handballspielerin
- 1990: Carina Schießl, deutsche Politikerin
- 1990: Juliane Seyfarth, deutsche Skispringerin
- 1990: Silje Katrine Svendsen, norwegische Handballspielerin
- 1991: Martijn Kleermaker, niederländischer Dartspieler
- 1991: Christoph Kramer, deutscher Fußballspieler
- 1991: Karoline Wacker, deutsche FIFA-Schiedsrichterin
- 1992: Simon Falette, französisch-guineischer Fußballspieler
- 1992: Paulina Gaitán, mexikanische Schauspielerin
- 1992: Helene Hegemann, deutsche Autorin, Regisseurin und Schauspielerin
- 1992: Georgi Milanow, bulgarischer Fußballspieler
- 1992: Cody Parkey, US-amerikanischer American-Football-Spieler
- 1992: Jesse Ritch, Schweizer Sänger
- 1993: Victoria Justice, US-amerikanische Schauspielerin, Sängerin und Model
- 1993: Juri Schopin, russischer Biathlet
- 1994: Maryna Gąsienica-Daniel, polnische Skirennläuferin
- 1994: Jordan Moore, schottischer Fußballspieler
- 1995: Nikola Jokić, serbischer Basketballspieler
- 1996: Jelisaweta Belezkaja, kasachische Biathletin
- 1997: David Droux, Schweizer Automobilrennfahrer
- 1998: Chappell Roan, US-amerikanische Sängerin

### 21. Jahrhundert

#### 2000–2010
- 2004: Millie Bobby Brown, britische Schauspielerin und Model
- 2004: Luca Harrington, neuseeländischer Freestyle-Skier

## Gestorben

### Vor dem 16. Jahrhundert
- 0197: Clodius Albinus, römischer Gegenkaiser 193–197
- 0682: Barbatus, Bischof von Benevent
- 0994: Erp, Bischof von Verden
- 1150: Ibn Masal, Wesir der Fatimiden
- 1157: Johannes III., Bischof von Olmütz
- 1203: Konrad von Ergersheim, Bischof von Bamberg
- 1261: Bonifatius von Lausanne, katholischer Heiliger und Bischof von Lausanne
- 1293: Elisabeth von Hessen, Gräfin von Sayn
- 1351: Corrado Confalonieri, italienischer Einsiedler und Franziskaner
- 1376: Heinrich Tuschl von Söldenau, wohlhabender Ritter aus Niederbayern
- 1389: Margarete von Ravensberg-Berg, Gräfin von Ravensberg und Berg
- 1405: Timur, mongolischer Eroberer und Gründer der Timuriden-Dynastie
- 1408: Henry Percy, 1. Earl of Northumberland, englischer Adeliger

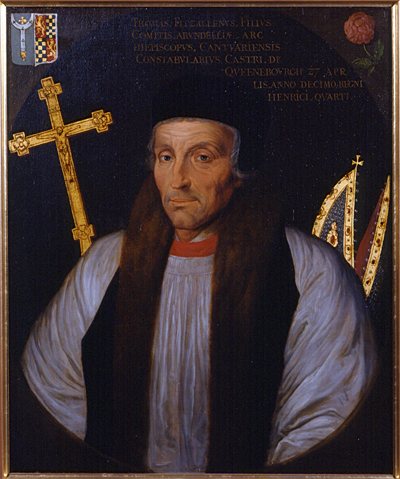
Erzbischof Arundel († 1414)

- 1414: Thomas Arundel, Erzbischof von York und Canterbury
- 1445: Eleonore von Aragonien, Prinzessin von Aragonien (Aragón) und Königin von Portugal
- 1458: Johann, Titular-Graf von Freiburg, Graf von Neuenburg und Herr von Badenweiler
- 1473: Heinrich Birnbaum, deutscher Geistlicher und Kartäusermönch
- 1478: Marco Zoppo, italienischer Maler
- 1491: Enno I., Graf von Ostfriesland

### 16. bis 18. Jahrhundert
- 1506: Helene von Württemberg, Gräfin zu Hohenlohe
- 1517: Katharina von Gemmingen, verheiratete von Dalberg, deutsche Adelige
- 1532: Heinrich I., Herzog von Braunschweig-Lüneburg
- 1553: Erasmus Reinhold, deutscher Astronom und Mathematiker
- 1562: Eberwin III., Graf von Bentheim-Steinfurt
- 1584: Detmar Kenckel, Bremer Bürgermeister
- 1590: Philipp IV. von Hanau-Lichtenberg, Graf von Hanau-Lichtenberg
- 1602: Philippe-Emmanuel de Lorraine, Herzog von Mercoeur, französischer Heerführer der Hugenottenkriege
- 1622: Henry Savile, englischer Gelehrter
- 1636: Reinier Pauw, niederländischer Politiker und Amsterdamer Regent
- 1649: Johann Anton I. von Eggenberg, 2. Reichsfürst von Eggenberg Herzog von Krumau etc.
- 1657: Evert van Aelst, niederländischer Maler
- 1657: Reinhard Bake, 1. Domprediger am Magdeburger Dom
- 1660: William Douglas, 1. Marquess of Douglas, schottischer Adliger
- 1663: Adam Adami, deutscher Priester, Prior, Weihbischof in Hildesheim
- 1664: Philipp Horst, deutscher Rhetoriker und Moralphilosoph
- 1671: Agnès Arnauld, französische Nonne, Äbtissin von Port-Royal
- 1690: Philipp Jakob Rittler, deutsch-tschechischer Priester und Komponist
- 1696: Giovanni Pietro Bellori, italienischer Antiquar, Bibliothekar, Kunst- und Antikensammler, Kunsttheoretiker und Kunsthistoriker
- 1709: Tokugawa Tsunayoshi, japanischer Shogun
- 1715: Domenico Egidio Rossi, italienischer Architekt und Baumeister
- 1716: Dorothe Engelbretsdatter, norwegische Dichterin
- 1716: Yostos, Kaiser von Äthiopien
- 1719: Georg Heinrich von Görtz, holsteinisch-schwedischer Politiker
- 1724: Pieter Schuyler, englischer Gouverneur der Provinz New York
- 1734: Johann Isaak Freitag, Rheinfeldener Holzbildhauer
- 1736: Johann Georg Mozart, deutscher Buchbinder
- 1741: Andrea Locatelli, italienischer Landschaftsmaler
- 1760: John Pole, 5. Baronet, britischer Adliger
- 1767: François Boissier de Sauvages de Lacroix, französischer Arzt, Botaniker, Naturforscher und Hochschullehrer
- 1771: Wilhelm von Fermor, russischer General
- 1775: Goswin Lubbert von Ketteler zu Harkotten, Domherr in Münster
- 1783: Johann Ludwig Seekatz, deutscher Maler
- 1790: Johann Baptist Krumpholz, tschechischer Komponist und Harfenist

### 19. Jahrhundert
- 1803: Mathias Weber, deutscher Räuber
- 1806: Elizabeth Carter, englische Dichterin, Altertumswissenschaftlerin, Autorin und Übersetzerin
- 1815: Leonhard von Call, Südtiroler Komponist
- 1816: Friedrich Wilhelm von Hertling, deutscher Jurist und Diplomat
- 1822: Christian Gottfried Friedrich Assmann, deutscher Ökonomie- und Kameralwissenschaftler
- 1827: Armand de Caulaincourt, französischer General und Staatsmann
- 1828: Franz Xaver von Leibes, deutscher katholischer Geistlicher und Hochschullehrer
- 1829: Christian August Thon, deutscher Jurist, Beamter und Politiker
- 1830: Christian Gottfried Lorsch, Bürgermeister der Stadt Nürnberg
- 1836: Joseph Fieschi, korsisch-französischer Attentäter auf den französischen König
- 1836: Felipe Santiago de Salaverry, Staatspräsident von Peru

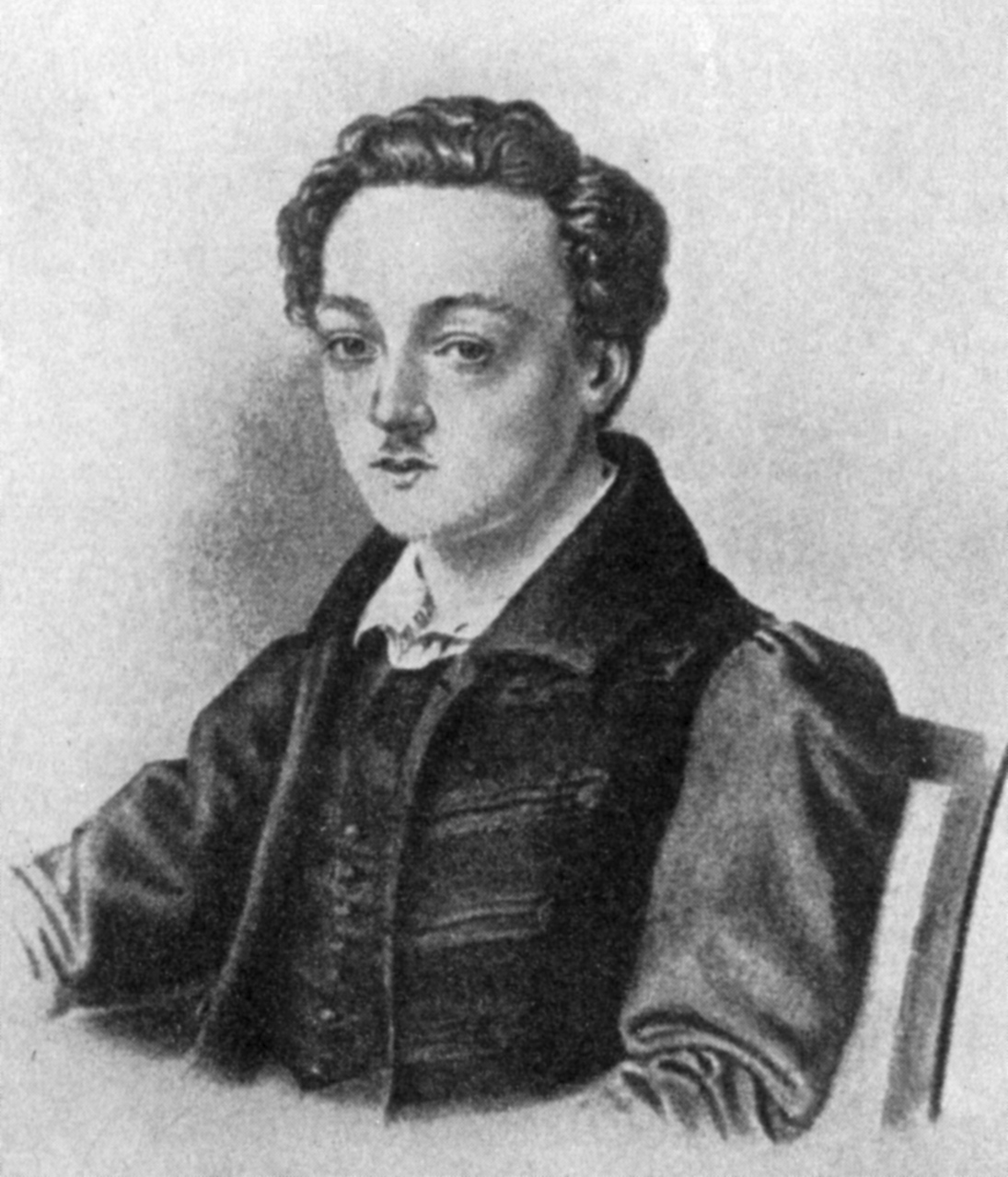
Georg Büchner († 1837)

- 1837: Georg Büchner, deutscher Schriftsteller
- 1837: Thomas Burgess, englischer Autor und Philosoph
- 1838: Maria Anna Moser, österreichische Malerin
- 1841: Amalie von Nassau-Weilburg, Fürstin von Anhalt-Bernburg-Schaumburg-Hoym
- 1841: Christine Friederike Auguste, Kurfürstin von Hessen
- 1841: Sebastian Fahrländer, Schweizer Arzt und Politiker
- 1847: José Joaquín de Olmedo, ecuadorianischer Jurist, Politiker und Chef der Übergangsregierung von 1845
- 1860: Carl Otto Dammers, deutscher Jurist und Politiker
- 1860: Johann Ehrlich, deutscher Orgelbauer
- 1863: Roger Sherman Baldwin, US-amerikanischer Politiker
- 1868: Venancio Flores, uruguayischer Präsident
- 1873: Johann Dummel, österreichischer Orgel- und Klavierbauer
- 1876: Adolphe Brongniart, französischer Botaniker und Phytopaläontologe
- 1878: Charles-François Daubigny, französischer Maler
- 1881: Adam Christ, deutscher Bildhauer
- 1881: Gerard Krefft, deutscher Zoologe und Paläontologe in Australien
- 1884: George Henry Martin Johnson, Häuptling der Mohawk
- 1884: Karl Müllenhoff, deutscher Philologe
- 1884: Louis Christiaan van Goudoever, niederländischer Mediziner
- 1885: Alexander von Schleinitz, preußischer Staatsminister
- 1886: Joseph Matthäus Aigner, österreichischer Porträtmaler
- 1886: Karl Bartsch, deutscher Philologe und Gründer des ersten Germanistischen Instituts in Deutschland
- 1891: Hermann von Maltzan, deutscher Naturforscher und Schriftsteller
- 1893: Gerson von Bleichröder, deutscher Bankier

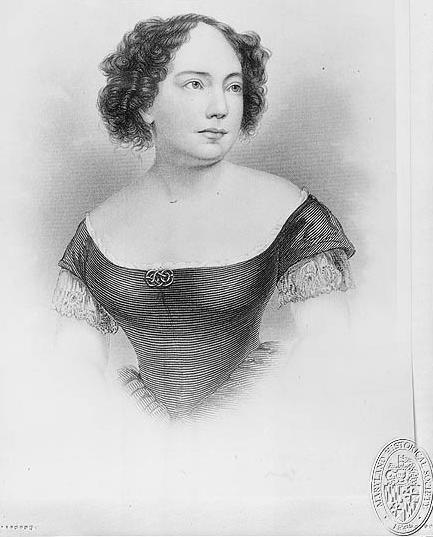
Anna Ella Carroll († 1894)

- 1894: Anna Carroll, US-amerikanische Politikerin, Publizistin und Lobbyistin
- 1897: Karl Weierstraß, deutscher Mathematiker
- 1898: Arthur Seherr-Thoß, preußischer und ungarischer Offizier und Politiker

### 20. Jahrhundert

#### 1901–1950
- 1906: Wilhelm Heyd, deutscher Bibliothekar und Historiker
- 1907: Albert Meyer-Brunner, Schweizer Zollbeamter
- 1908: Hermann Laurent, französischer Mathematiker
- 1910: Udo zu Stolberg-Wernigerode, deutscher Politiker
- 1916: Afonso Arinos de Melo Franco, brasilianischer Jurist und Schriftsteller

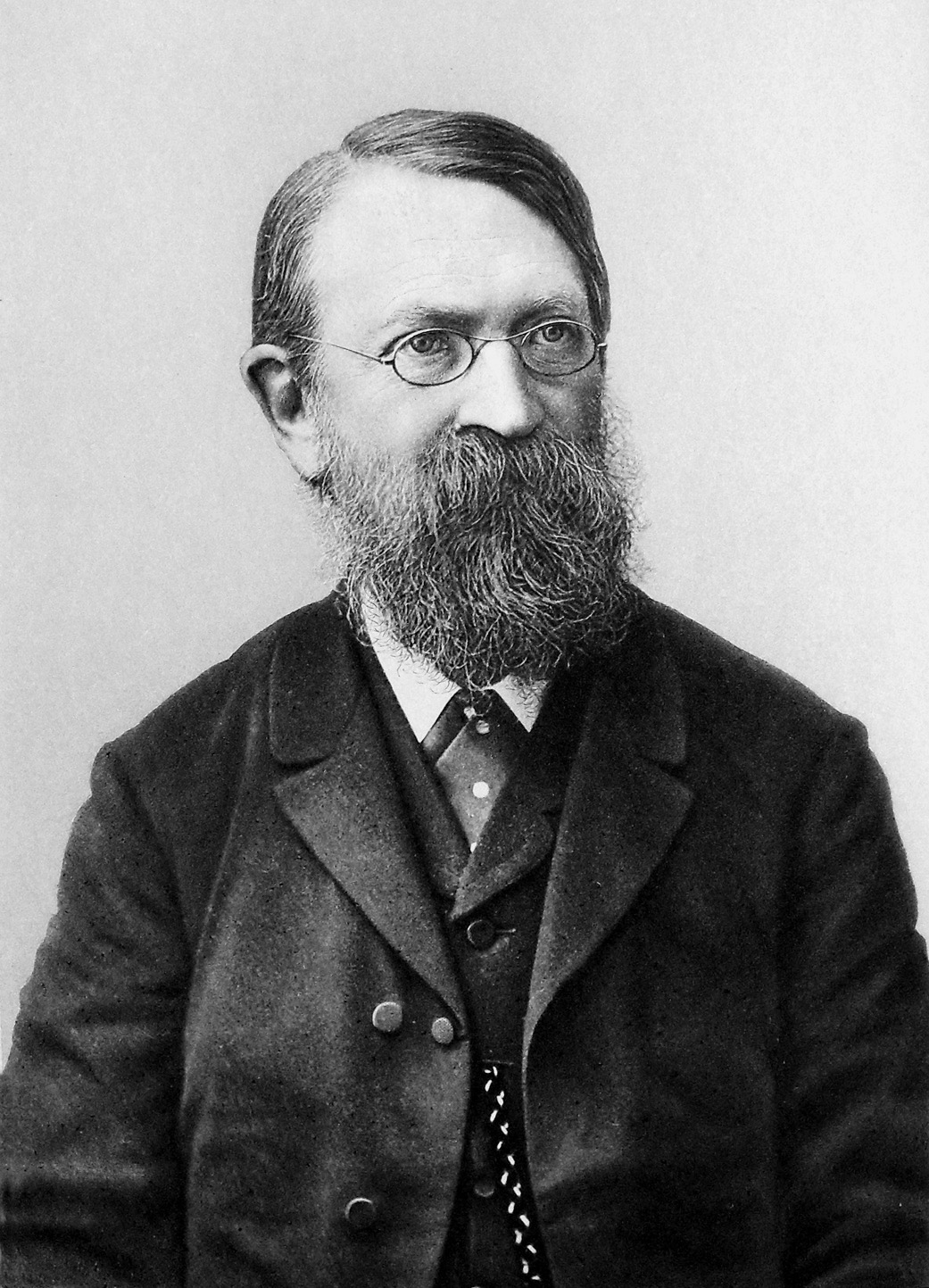
Ernst Mach († 1916)

- 1916: Ernst Mach, österreichischer Physiker, Philosoph und Wissenschaftstheoretiker
- 1918: Jakob Koch, deutscher Ringer, Welt- und Europameister
- 1919: Bertha Louise von Hessen-Philippsthal-Barchfeld, deutsche Adlige aus dem Haus Hessen und durch Heirat Fürstin im Fürstentum Lippe
- 1922: Friedrich Bormann, deutscher Eisenbahndirektor und Mitglied des Deutschen Reichstags
- 1923: Josef Pembaur der Ältere, österreichischer Dirigent, Komponist und Musiklehrer
- 1923: Ivan Tavčar, slowenischer Anwalt, Politiker und Schriftsteller
- 1925: Cassius McDonald Barnes, US-amerikanischer Politiker
- 1926: Isidor Bogdan Zahradník, tschechischer Prämonstratenser und Politiker
- 1927: Georg Brandes, dänischer Schriftsteller
- 1927: Robert Fuchs, österreichischer Komponist
- 1928: Rufin Steimer, Schweizer Kapuzinerprediger und Historiker
- 1929: Joseph Boussinesq, französischer Mathematiker und Physiker
- 1929: Cesare Galeotti, italienischer Komponist, Dirigent und Pianist
- 1929: Otto Kreß von Kressenstein, königlich bayerischer Kriegsminister und Generaloberst
- 1929: Wilhelm Rein, deutscher Pädagoge

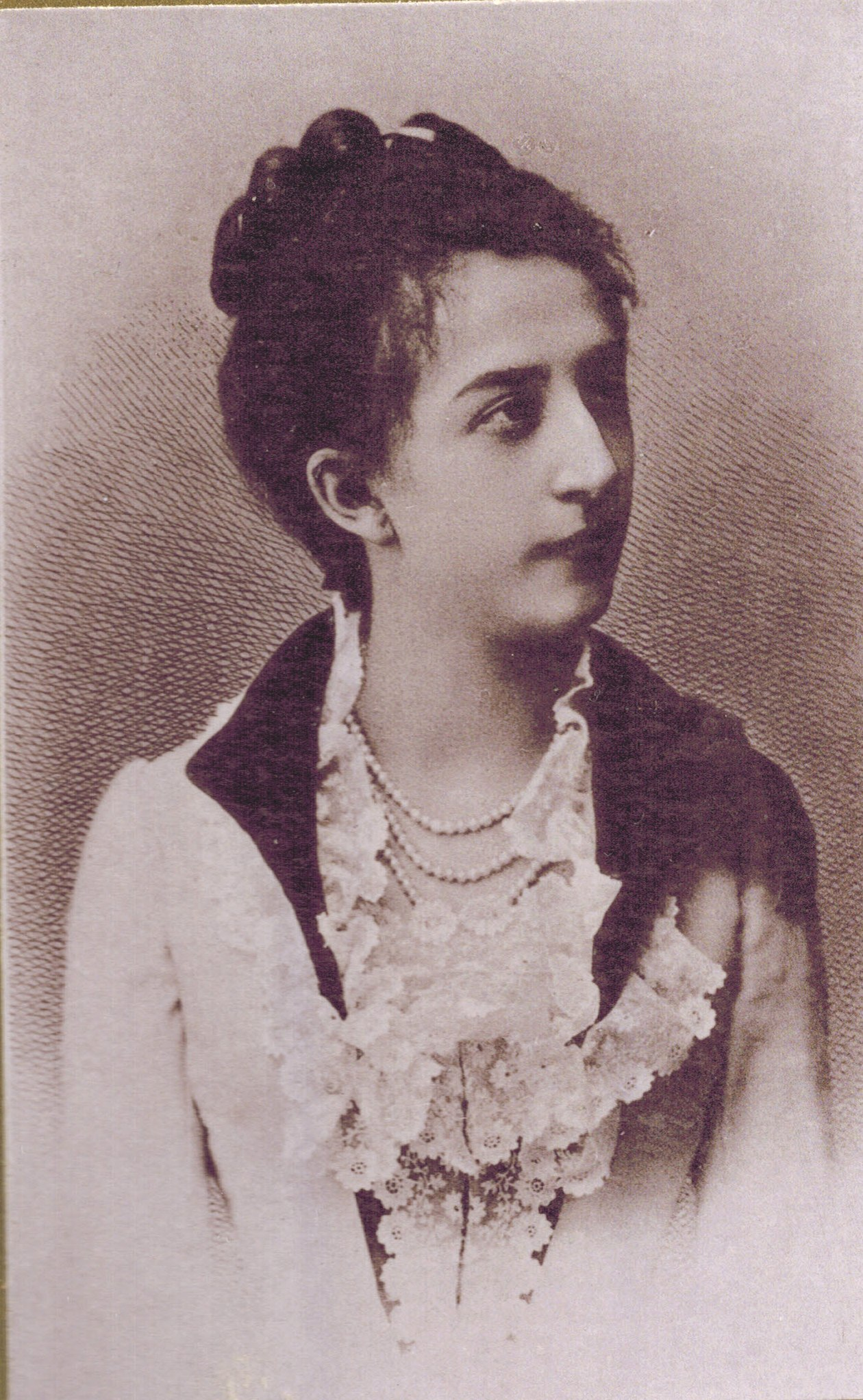
Marie Eugenie delle Grazie († 1931)

- 1931: Marie Eugenie Delle Grazie, österreichische Schriftstellerin
- 1934: Koloman Wallisch, österreichischer Arbeiterführer, Nationalratsabgeordneter
- 1935: Eugen Landau, deutscher Bankier, Industrieller und Philanthrop
- 1937: Friedrich Weißler, deutscher Jurist
- 1938: Walter Friedensburg, deutscher Archivar und Historiker
- 1938: Gottlob Krause, deutscher Afrikareisender
- 1938: Edmund Landau, deutscher Mathematiker
- 1941: Jacques Curie, französischer Physiker
- 1943: Lynne Overman, amerikanischer Schauspieler
- 1944: Gerhard Bohlmann, deutscher Schriftsteller und Journalist
- 1945: Heinrich Jasper, deutscher Politiker, Ministerpräsident von Braunschweig
- 1946: Esther von Kirchbach, deutsche Publizistin
- 1949: Kurt Wildhagen, deutscher Gelehrter, sokratischer Lehrer und Herausgeber der Werke von Turgenjews

#### 1951–2000
- 1951: André Gide, französischer Schriftsteller
- 1952: Lawrence Grant, britischer Schauspieler

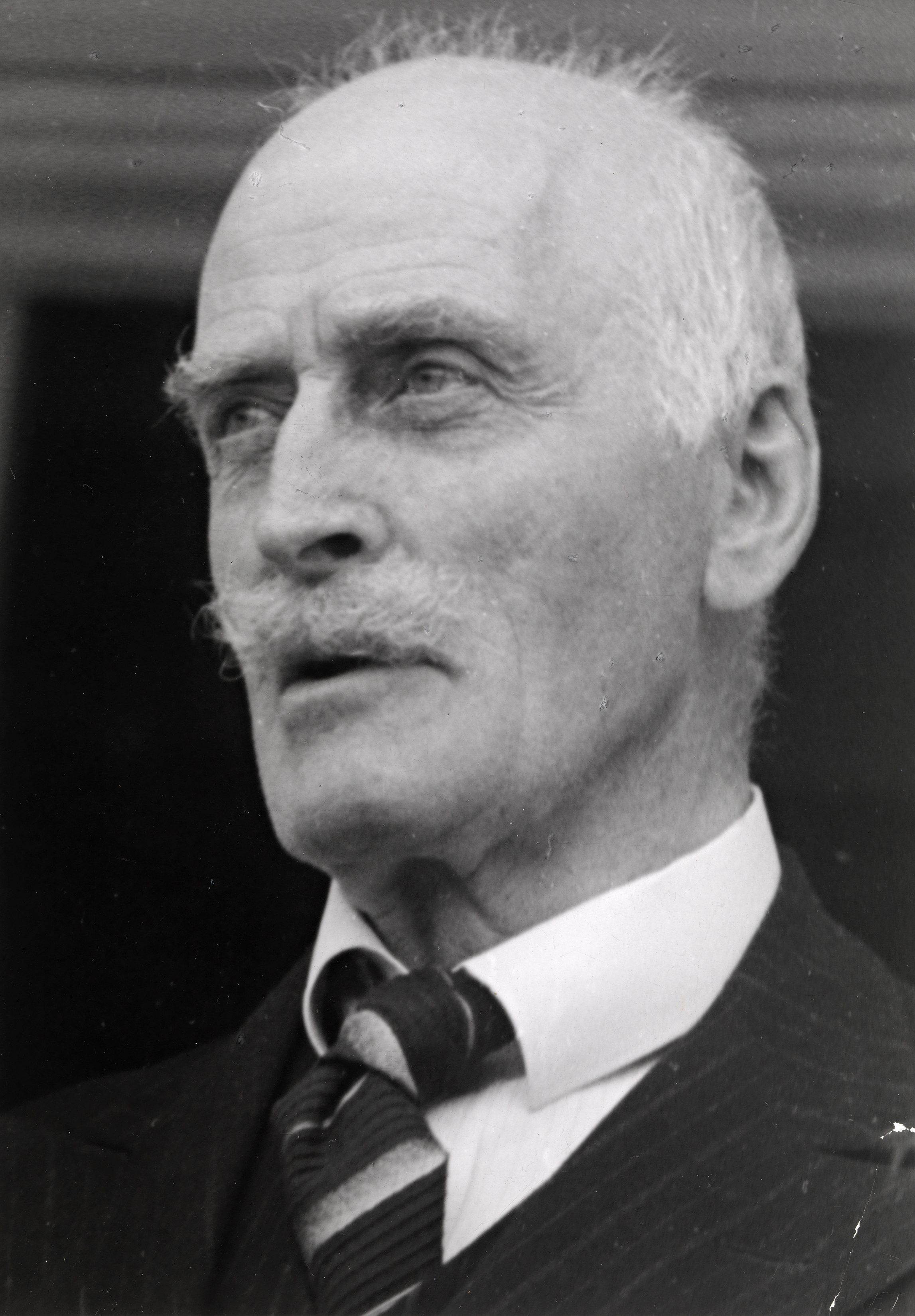
Knut Hamsun († 1952)

- 1952: Knut Hamsun, norwegischer Schriftsteller, Nobelpreisträger
- 1953: Friedrich Franz Friedmann, deutscher Mediziner, Pionier der Tuberkuloseforschung
- 1953: Kondō Nobutake, japanischer Admiral
- 1954: Wladimir Wiese, russisch-sowjetischer Polarforscher
- 1956: Karl Bösch, österreichischer Politiker
- 1957: Maurice Garin, französischer Radrennfahrer
- 1962: Émile Armand, französischer Anarchist und Autor
- 1962: Werner Bula, Schweizer Techniker, Volksschriftsteller und Bühnenautor in Mundart
- 1962: Hélène Campinchi, französische Juristin und Widerstandskämpferin
- 1962: Édouard Dethier, belgisch-amerikanischer Geiger und Musikpädagoge
- 1962: Sophus Hansen, dänischer Fußballspieler und -schiedsrichter
- 1962: George N. Papanicolaou, griechisch-US-amerikanischer Arzt und Pathologe
- 1963: Gustav Peter Bucky, deutscher Radiologe, Physiker, Wissenschaftler und Erfinder
- 1963ː Elsa Conrad, deutsche Aktivistin der lesbischen Szene im Berlin der 1920er Jahre
- 1963: Paul Diels, deutscher Sprachwissenschaftler und Slawist
- 1964: Wilhelm Fraenger, deutscher Kunsthistoriker
- 1964: Ozaki Shirō, japanischer Schriftsteller
- 1966: Pierre Rey, französischer Automobilrennfahrer
- 1967: Leonard Buczkowski, polnischer Filmregisseur

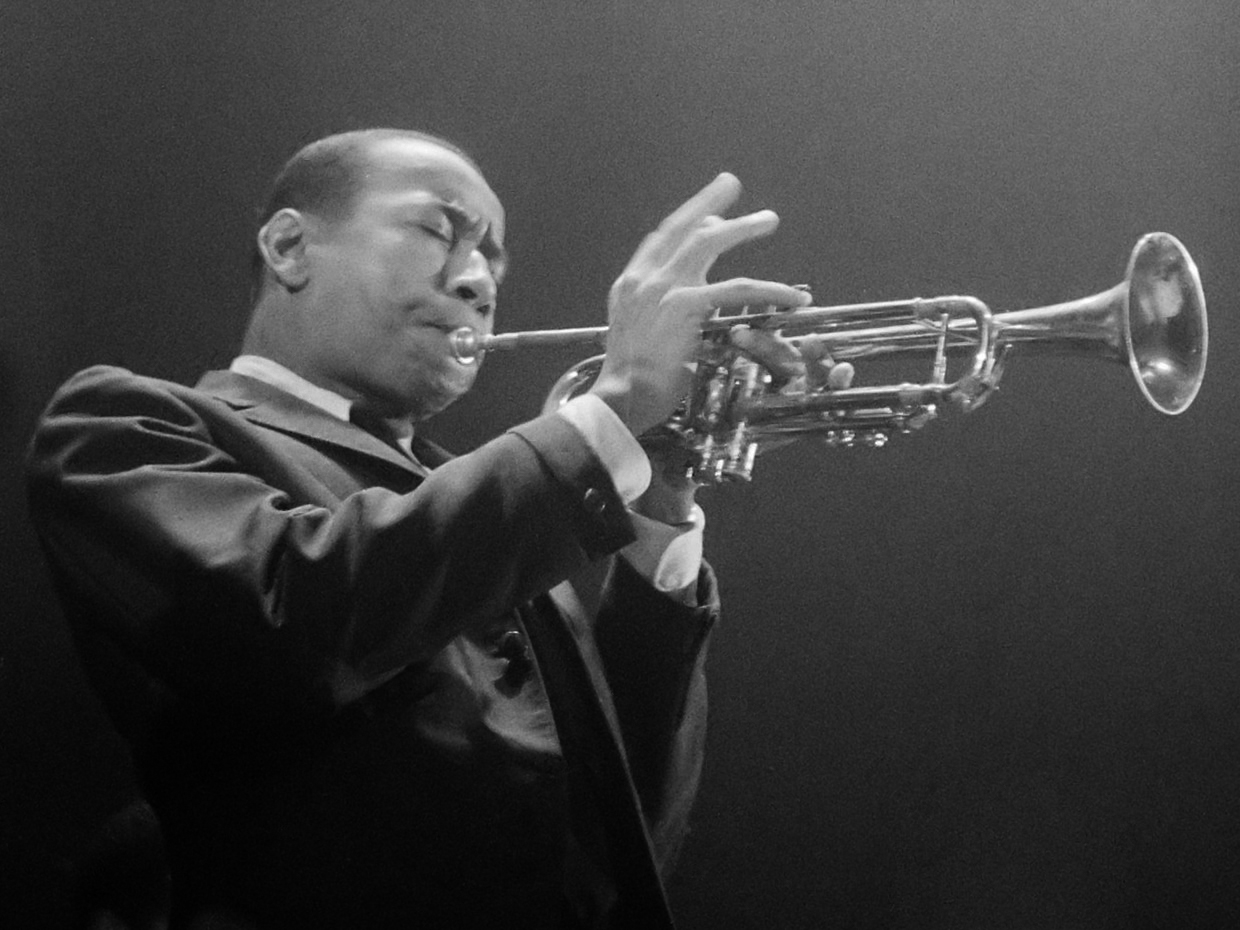
Lee Morgan († 1972)

- 1972: Lee Morgan, US-amerikanischer Jazz-Trompeter
- 1973: Joseph Szigeti, US-amerikanischer Violinvirtuose und -lehrer ungarischer Herkunft
- 1975: Luigi Dallapiccola, italienischer Komponist
- 1980: Paul August, deutscher Maler und Grafiker
- 1980: Bon Scott, schottischstämmiger australischer Musiker und Sänger (AC/DC)
- 1981: Jan Volkert Rijpperda Wierdsma, niederländischer Rechtswissenschaftler
- 1982: Gerhard Leibholz, deutscher Jurist
- 1983: Otto Basil, österreichischer Schriftsteller, Publizist und Journalist
- 1984: Waldemar Bloch, österreichischer Komponist, Pianist und Musikpädagoge
- 1984: Anton Mader, österreichischer General
- 1985: Karl Schlechta, deutsch-österreichischer Nietzsche-Forscher
- 1985: Katharina Schroth, deutsche Physiotherapeutin
- 1986: Francisco Mignone, brasilianischer Komponist
- 1986: Hans Münstermann, deutscher Ökonom
- 1987: Kirsten Walther, dänische Schauspielerin
- 1988: René Char, französischer Dichter
- 1988: André Frédéric Cournand, französisch-US-amerikanischer Mediziner
- 1989: Antonie Bitsch, deutsche Malerin
- 1989: Rick Burks, US-amerikanischer Schauspieler
- 1989: Walter Schwabedissen, deutscher General
- 1991: Walter Minarz, österreichischer Autor, Grafiker, Maler und Touristiker
- 1992: Jakob Ummel, Schweizer Jodler und Komponist von Jodelliedern
- 1994: Ivar Hellman, schwedischer Komponist und Dirigent
- 1994: Derek Jarman, britischer Filmregisseur
- 1995: Schlomo Salman Auerbach, israelischer Rabbiner, Posek und Schulhaupt

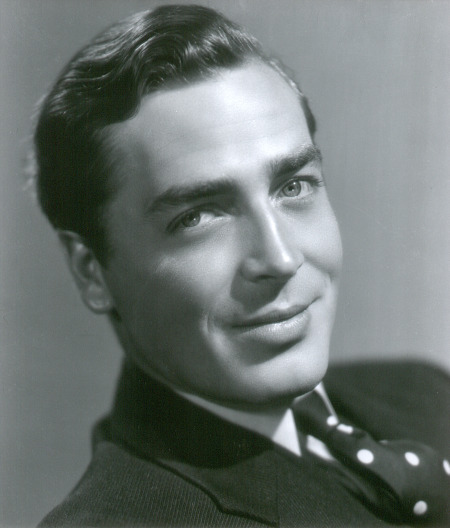
John Howard († 1995)

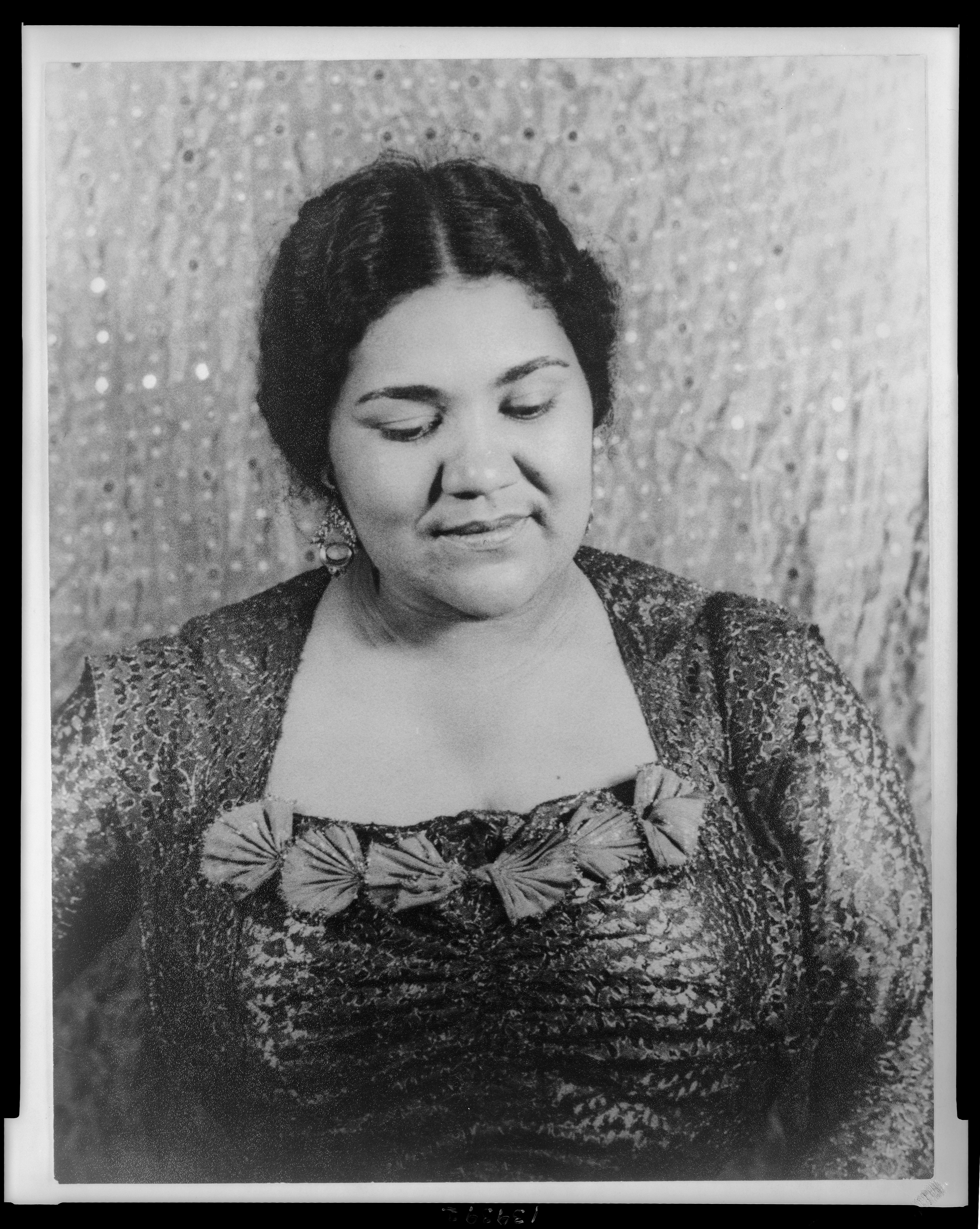
Dorothy Maynor († 1996)

- 1995: John Howard, US-amerikanischer Schauspieler
- 1996: Antonio Creus, spanischer Automobilrennfahrer
- 1996: Ernest Manning, kanadischer Politiker und Prediger, Provinzpremierminister
- 1996: Dorothy Maynor, US-amerikanische Sängerin
- 1997: Oswald Andrae, deutscher Schriftsteller
- 1997: Jarmil Burghauser, tschechischer Komponist, Dirigent und Musikwissenschaftler
- 1997: Dieter Hasselblatt, deutscher Hörspielredakteur, Autor
- 1997: Lois Marshall, kanadische Sängerin und Gesangspädagogin
- 1997: Deng Xiaoping, chinesischer Politiker
- 1997: Haniya Yutaka, japanischer Schriftsteller
- 1998: Grandpa Jones, US-amerikanischer Country-Musiker
- 1998: Charles Martin, britischer Automobilrennfahrer
- 1998: Mancur Olson, US-amerikanischer Wirtschaftswissenschaftler
- 1999: Georg Meier, deutscher Auto- und Motorradrennfahrer
- 2000: Marin Goleminow, bulgarischer Komponist
- 2000: Friedensreich Hundertwasser, österreichischer Maler
- 2000: Anatoli Alexandrowitsch Sobtschak, russischer Politiker

### 21. Jahrhundert
- 2001: Theophilus Beckford, jamaikanischer Pianist

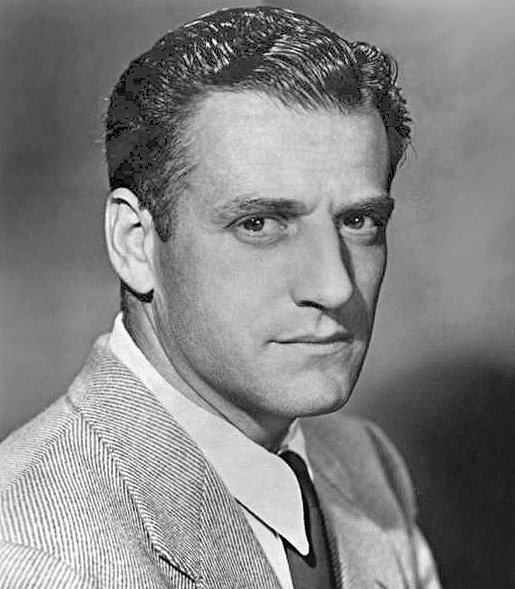
Stanley Kramer († 2001)

- 2001: Stanley Kramer, US-amerikanischer Filmregisseur und Filmproduzent
- 2001: Charles Trenet, französischer Sänger, Komponist, Dichter und Maler
- 2002: Albert Alin, französischer Automobilrennfahrer
- 2002: Klaus Dill, deutscher Maler
- 2003: Amy Sue Rosen, US-amerikanische Tänzerin und Choreographin
- 2004: Hermann Krings, deutscher Philosoph
- 2004: Joachim Leitert, deutscher Motorradrennfahrer
- 2005: Kihachi Okamoto, japanischer Filmregisseur
- 2005: Ernst Schrupp, deutscher freikirchlicher Theologiedozent
- 2005: Otto Zonschitz, österreichischer Schauspieler
- 2006ː Monique Bauer-Lagier, Schweizer Politikerin und Frauenrechtlerin
- 2007: Celia Franca, kanadische Balletttänzerin und Choreographin
- 2008: Natalja Igorewna Bessmertnowa, russische Balletttänzerin
- 2008: Jegor Letow, rechtsradikaler russischer Punkrockmusiker
- 2008: Teo Macero, US-amerikanischer Komponist, Jazz-Saxophonist und Jazz-Produzent
- 2008: Franz-Joachim Schneider, deutscher Altverleger und bildender Künstler
- 2008: David Watkin, britischer Kameramann
- 2009: Kelly Groucutt, britischer Rockmusiker
- 2010: Bruno Gironcoli, österreichischer Bildhauer
- 2010: Lionel Jeffries, britischer Schauspieler
- 2011: Dietrich Stobbe, deutscher Politiker
- 2011: Hans Jucker, Schweizer TV-Sportreporter und TV-Moderator
- 2011: Bernhard Luginbühl, Schweizer Bildhauer und Eisenplastiker
- 2012: Ruth Barcan Marcus, US-amerikanische Philosophin und Logikerin
- 2013: Hans Heinrich Angermüller, deutscher Politikwissenschaftler
- 2013: Gerhard Frey, deutscher Verleger und Politiker
- 2013: Robert Coleman Richardson, US-amerikanischer Physiker, Nobelpreisträger
- 2014: Simón Díaz, venezolanischer Komponist und Sänger, Comedian, Schauspieler und Fernsehmoderator
- 2015: Gérard Ducarouge, französischer Rennwagenkonstrukteur
- 2015: Nirad Mohapatra, indischer Regisseur

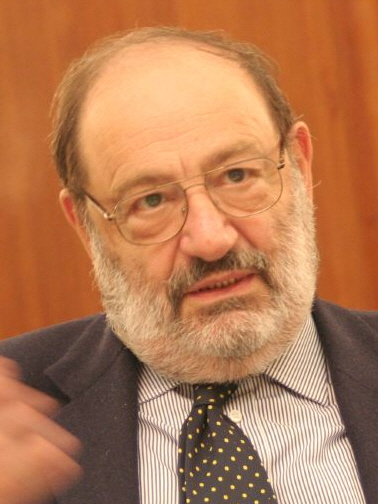
Umberto Eco († 2016)

- 2016: Umberto Eco, italienischer Philosoph und Schriftsteller
- 2016: Otto Hackmack, deutscher Gewerkschafter und Politiker
- 2016: Harper Lee, US-amerikanische Schriftstellerin
- 2016: Bruno Zuppiger, Schweizer Politiker
- 2017: Alejandro Víctor Washington Atchugarry Bonomi, uruguayischer Politiker
- 2017: Larry Coryell, US-amerikanischer Jazzgitarrist
- 2018: Sergei Nikolajewitsch Litwinow, russischer Hammerwerfer
- 2018: Evžen Zámečník, tschechischer Komponist und Professor
- 2018: Paul Urmuzescu, rumänischer Komponist
- 2019ː Joanna Chorley, britische Mitarbeiterin des Women’s Royal Naval Service
- 2019: Christine Gloger, deutsche Schauspielerin
- 2019: Karl Lagerfeld, deutscher Modedesigner
- 2019: Don Newcombe, US-amerikanischer Baseballspieler
- 2020: Gökhan Gültekin, Deutscher mit kurdischen Wurzeln, Opfer des rechtsextremistischen Anschlags von Hanau
- 2020: Sedat Gürbüz, deutscher Barbesitzer und Opfer des rechtsextremistischen Anschlags von Hanau
- 2020: Said Nesar Hashemi, deutsch-afghanisches Opfer des rechtsextremistischen Anschlags von Hanau
- 2020: Mercedes Kierpacz, deutsche Romni, Opfer des rechtsextremistischen Anschlags von Hanau
- 2020: Hamza Kurtović, Deutscher mit bosnischen Wurzeln, Opfer des rechtsextremistischen Anschlags von Hanau
- 2020: Vili Viorel Păun, rumänischer Rom, Opfer des rechtsextremistischen Anschlags von Hanau, Träger der Hessischen Medaille für Zivilcourage
- 2020: Fatih Saraçoğlu, Deutscher mit türkischen Wurzeln, Opfer des rechtsextremistischen Anschlags von Hanau
- 2020: Ferhat Unvar, Deutscher mit kurdischen Wurzeln, Opfer des rechtsextremistischen Anschlags von Hanau
- 2020: Kaloyan Velkov, bulgarischer Rom, Opfer des rechtsextremistischen Anschlags von Hanau
- 2020: Inessa Koslowskaja, russische Neurophysiologin und Raumfahrtmedizinerin
- 2020: Pop Smoke, US-amerikanischer Rapper und Songwriter
- 2021: Ludvík Liška, tschechoslowakischer Leichtathlet
- 2021: Calixto Malcom, panamaischer Basketballspieler und Richter
- 2022: Gary Brooker, britischer Rockmusiker
- 2022: Dan Graham, US-amerikanischer Konzeptkünstler
- 2022: Kakuichi Mimura, japanischer Fußballspieler
- 2022: Gábor Vida, ungarischer Eiskunstläufer
- 2023: Greg Foster, US-amerikanischer Leichtathlet
- 2023: Ferenc Jánosi, ungarischer Volleyballspieler
- 2023: Jansen Panettiere, US-amerikanischer Schauspieler und Synchronsprecher
- 2024: Ira von Fürstenberg, europäische Schauspielerin und Schmuckdesignerin
- 2024: Horst Naumann, deutscher Schauspieler und Synchronsprecher
- 2025: Rainer Lachmann, deutscher Religionspädagoge und -didaktiker

## Feier- und Gedenktage
- Kirchliche Gedenktage
  - Acca von Hexham, englischer Abt und Bischof (anglikanisch, katholisch)
  - Pierre Brully, französischer Ordensmann, Pfarrer und Märtyrer (evangelisch)

- Namenstage
  - Bonifatius, Zsuzsa

- Staatliche Feier- und Gedenktage
  - Bulgarien: Hinrichtung von Wassil Lewski (1873)

Weitere Einträge enthält die Liste von Gedenk- und Aktionstagen.